# Bildstocklandschaft Franken

Bildstöcke in Franken. Im Uhrzeigersinn: Kreuzschlepper, Bergrheinfeld-Garstadt ; Wettermarter, Hallstadt-Dörfleins ; Feldkreuz, Haßfurt-Prappach ; Madonna, Bad-Mergentheim ; Altarbildstock, Nordheim am Main ; Georgsmarter, Höchstadt an der Aisch-Sterpersdorf

Die Bildstocklandschaft Franken beschreibt den Bildstockbestand in der Region Franken in seiner historischen Entwicklung. Franken wird zu den Gebieten Europas gezählt, die besonders viele der christlichen Kleindenkmäler aufweisen. Die Bildstocktradition entstand im Spätmittelalter und wird bis in die Gegenwart fortgeführt. Dabei entwickelten vor allem katholisch geprägte Landstriche eine große Vielfalt an unterschiedlichen Typen und Darstellungsformen, wobei auch die umgangssprachliche Bezeichnung Marterla für solche Objekte charakteristisch für die Bildstocklandschaft ist.
Besondere Bedeutung für die heutige Bildstocklandschaft hat die in manchen Regionen über Jahrhunderte geübte Setzung von Bildstöcken über die Standesgrenzen der vormodernen Gesellschaft hinweg. Die Bildstöcke wurden bereits mit der Romantik im 19. Jahrhundert ein Signum für katholische Gebiete innerhalb Frankens. In der Folge finden sich die Stöcke auch auf Arbeiten der bildenden Kunst wieder. Bildstockinventarisation und Bildstockforschung wurde im 20. Jahrhundert zu einer Disziplin der Heimatforschung und auch von akademischer Seite, insbesondere der Volkskunde, aufgegriffen. Der Bestand der Bildstocklandschaft war allerdings auch in allen Zeiten durch Vandalismus und Verfall bedroht.

## Etymologie, Definition und Abgrenzung
Das Wort Bildstock hat seinen Ursprung im Mittelhochdeutschen. Das Wort „stoc“, das eng mit dem Wort Stück im Sinne eines Einzelstücks verwandt ist, bildet das Suffix. Der Begriff steht mit ähnlichen Reihenbegriffen wie Wurzelstock, Bienenstock oder Stockwerk in Verbindung. Das Präfix Bild- ist dagegen bereits althochdeutschen Ursprungs („bilidi“) und machte im Laufe des Mittelalters eine Begriffsveränderung durch. Diente es zunächst als Beschreibung eines Musters bzw. Vorbildes, erkannte man später darin das Abbild eines ursprünglichen Objekts.
Das Wort „Bildstock“ taucht in den Quellen seit dem 17. Jahrhundert auf, ist allerdings nur eine von vielen Möglichkeiten der Bezeichnung eines solchen Denkmals. Stattdessen überwiegen, je nach Stiftungsanlass, andere Namen. So wurde das gesetzte Zeichen häufig auch lediglich als BILD in Majuskeln, Bildnis oder Biltnus beschrieben. Eine fränkische Besonderheit stellt die Bezeichnung Marter bzw. als Diminutiv Marterla dar, die sich auf Darstellungen des gemarterten bzw. gekreuzigten Christus beschränkt. Sonderformen wie der Kreuzschlepper oder das Kruzifix entwickelten ebenfalls eigenständige Bezeichnungen. Bei der Benennung von einzelnen Bildern mit besonderem Bezug zu Orten, Sagen oder Personen sind der Fantasie dabei keine Grenzen gesetzt. Von denkmalpflegerischer Seite werden die Stöcke als Kleindenkmäler, Flurdenkmäler, Gedenktafel oder religiöse Freifiguren bezeichnet.
Bei einem Bildstock handelt es sich um ein freistehendes, volkstümliches Mal an öffentlichen Wegen und Plätzen. Besondere Bedeutung hat die christliche Konnotation, die sich in der ikonografischen Tradition auf diesen Stöcken ausdrückt. Dargestellt werden Christus, Heilige bzw. Szenen aus der heiligen Überlieferung. Die am häufigsten anzutreffende Form entspricht dabei der Bildsäule: Über einen Sockel ragt ein Pfeiler oder eine Säule auf, die von einem Aufsatz in Form einer Ädikula bekrönt wird. Da die Definition aber vor allem den Sinn der Stiftung eines solchen Stocks umfasst, die Setzung eines „Frömmigkeitszeichens des Volkes“, werden auch Hochkreuze, Freifiguren und Heiligenhäuschen sowie Baumbilder zu den Bildstöcken gezählt. Abgegrenzt werden lediglich Hausfiguren, Kreuzwegstationen und Kreuzsteine, die eigenständige Funktionen wahrnehmen und andere Standorte besetzen.
Die fränkische Bildstocklandschaft unterscheidet sich dabei in vielen Details von den angrenzenden Regionen in Niederbayern, dem Alpenvorland, Oberbayern, Schwaben und Württemberg. In Österreich ist der Tabernakelbildstock weit verbreitet, vor allem in Tirol trifft man oft Stöcke an, die mit einer Laterne abschließen. Die verwendeten Materialien grenzen die Landschaften ebenfalls voneinander ab. Herrscht im Alpenvorland der Holzbildstock vor, ist in Niederbayern auch Granit zu finden. Aus Ziegelsteinen gemauerte und verputzte Bildstöcke wurden in Oberbayern, Schwaben und Württemberg geschaffen. In Franken herrscht die Verwendung von Sandstein vor.

## Geografische Verbreitung
Die geografische Ausdehnung der Bildstocklandschaft Franken ist vor allem über die historischen Diözesangrenzen, also die sogenannte „geistliche Landschaft Franken“ nachzuvollziehen. Innerhalb der geistlichen Herrschaftsbereiche der Bischöfe bzw. Erzbischöfe von Bamberg, Eichstätt, Mainz mit dem Fokus auf das Obere Erzstift westlich des Spessarts und Würzburg wurden in Mittelalter und Früher Neuzeit die meisten Stöcke aufgestellt. Hierdurch entstand eine von Bildstöcken geprägte Region, die sich im Norden bis ins heutige Hessen (mit dem erst 1802 gegründeten Bistum Fulda) und dem thüringischen Eichsfeld zieht. Im Osten wird sie vom Frankenwald begrenzt, während im Süden die Bildstocklandschaft Bayern nahtlos anschließt.
Dabei wurde dieses Areal nicht gleichmäßig mit Bildstöcken übersät. Ein Schwerpunkt ist in der heutigen, bayerischen Region Mainfranken zu erkennen, die im Wesentlichen von Maindreieck und Mainviereck gebildet wird und bis in die Rhön im Norden bzw. das württembergische Tauberfranken reicht. Es handelte sich dabei um in Mittelalter und Frühneuzeit um den weltlichen Herrschaftsbereich des Würzburger Fürstbischofs. Innerhalb dieses Gebietes liegt ein Schwerpunkt der Bildstöcke auf den Weinbaugebieten, die über genügend wirtschaftliche Potenz verfügten, um Bildstockstiftungen zu finanzieren. Einen weiteren Kernraum bildet das Hochstift Bamberg.

## Geschichte

### Ursprünge
Während die ältere Literatur, allen voran die Gebrüder Grimm im 19. Jahrhundert, die Bildstöcke als Überbleibsel germanischer Bräuche interpretierte, geht man heute von einer rein christlichen Tradition aus. Noch in der ersten Hälfte des 20. Jahrhunderts wurden die Bildstöcke als Zeichen für die Weiterführung eines Totenkultes der alten Germanen ausgelegt. Wahrscheinlicher ist stattdessen ihre Verwandtschaft mit den iro-schottischen Hochkreuzen, Friedsäulen oder Totenleuchten. Der Brauch, ein Zeichen zu setzen, wäre so im Zuge der angelsächsischen Mission im Frühmittelalter nach Kontinentaleuropa und Franken gelangt.
Eine weitere Tradition, aus denen sich die Setzung solcher Objekte erklärt, ist die Entstehung von Kreuzsteinen bzw. Steinkreuzen. Diese steinernen Landschaftsbestandteile finden sich in ganz Europa, wobei es sich meist um einfache monolithische Steine handelt, die mit einem Kreuz verziert wurden oder aus denen die Kreuzesform herausgemeißelt wurde. Seit dem ausgehenden Hochmittelalter wurden solche Steine als Rechtsmale aufgestellt. Sie dienten dem Ersatz der Blutrache und wurden von verurteilten Totschlägern als Zeichen der Sühne an den Orten der Tat gesetzt. Hier vollzogen sie die von der Kirche auferlegten Bußpraktiken, die für solch eine Tat vergeben wurden.
Die Tradition der Setzung dieser Sühnekreuze endete im Heiligen Römischen Reich abrupt mit der Einführung der Constitutio Criminalis Carolina durch Karl V. im Jahr 1532. Totschlag galt fortan als Kapitalverbrechen, das strafbewährt war und nicht durch religiöse Sühne ersetzt werden konnte. Die frühesten Setzungen von Bildstöcken überschneiden sich zeitlich allerdings mit der Aufstellung von Sühnekreuzen, so weist ein auf 1361 datiertes Kreuz in Gremsdorf-Krausenbechhofen im mittelfränkischen Landkreis Erlangen-Höchstadt bereits eine Nische mit einer primitiven Ritzzeichnung der Kreuzigung auf. ⊙ So ergänzte man die Sühnefunktion, die vor allem dem Totschläger galt um eine Gedenkfunktion. Das Steinkreuz wurde jetzt zum Mal für den hier Verstorbenen.

### Gründe für die Setzung
Noch im 14. Jahrhundert differenzierten sich die Gründe für die Setzung von Bildstöcken weiter aus, wobei die Inschriften, die auf den einzelnen Bildstöcken angebracht wurden, teilweise auf diese Hintergründe verweisen. Bildstöcke entstanden in Franken als private Stiftungen unterschiedlicher Personengruppen. Häufig lag dieser Stiftung ein vorhergehendes Gelöbnis zugrunde. Dieser Gelöbnischarakter wurde in den Inschriften auf dem Stock zum Ausdruck gebracht. So spricht der sogenannte Kreuzdachbildstock von 1767 nahe der Marienkapelle in Gefäll in der fränkischen Rhön von der Stiftung „VON WEGEN EINES SCHWERS“. ⊙

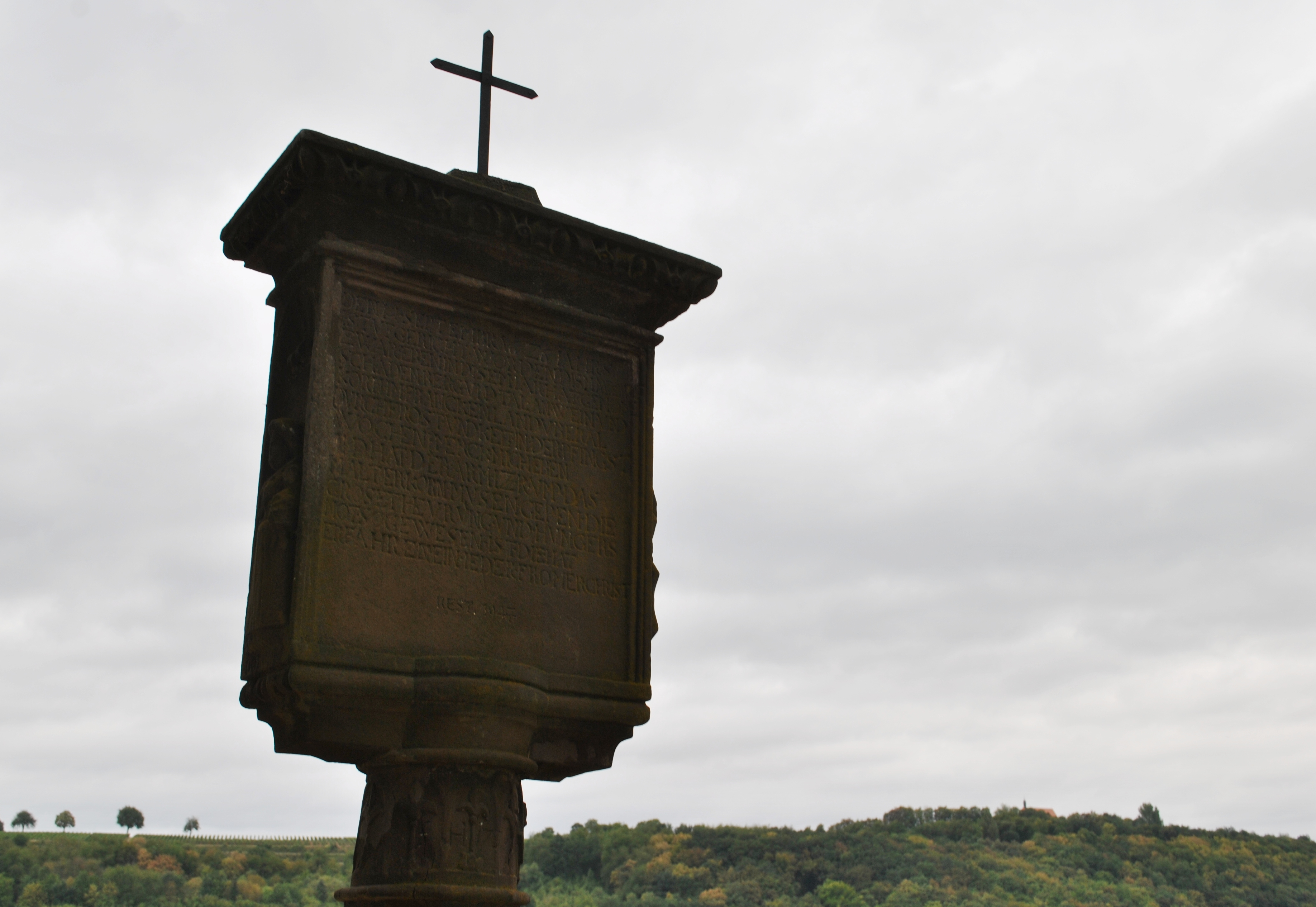
Bildstock in Volkach-Fahr mit einem Hinweis auf die Missernte von 1626 „IN DISEM IAR HAT GENOMEN SCHADEN BERG VND TAL AN WEIN UND KORN IM FRANCKENLAND“

Die Erinnerung an einen Verstorbenen, der teilweise selbst noch zu Lebenszeit die Stiftung initiierte, wurde ebenfalls immer wieder auf Bildstöcken vermerkt. So findet sich auf einer Marter am Stadtrand des unterfränkischen Volkach der Hinweis auf „H. Jörg Behm [...] gewessner des Rahts ahlhier [...] so den 22. July 1644 seeligen Todte ufahrn.“ ⊙ Häufig verfasste man die Inschriften dann im Namen der Erben, wobei vor allem Söhne und die Witwen die Setzungen vornahmen. Vereinzelt nahm man in den Inschriften aber auch auf die Steinmetzen Bezug. Im oberfränkischen Weismain findet sich an einem Kreuzschlepper von 1714 die Inschrift: „MID EIGEN HEND GEMACHD VND HIE HERGESETZ“. ⊙
Parallel zum Totengedächtnis entwickelten sich in den Inschriften auch eine Memorialfunktion für noch lebende Personen. In der Uffenheimer Straße in Aub im Landkreis Würzburg findet sich die folgende Inschrift auf einem Bildstock: „Hatt der ehrbare und achtbar Michael Glock des Raths Gott zu Ehrn bey seinem lebendige Leib disses Marterbilt aufrichten und machen lassen“. ⊙ Stifter von Bildstöcken rekrutierten sich häufig aus den Oberschichten der Dörfer und Ackerbürgerstädte, die ihren Einfluss über den Tod hinaus zum Ausdruck bringen wollten.
Obwohl die Bildstöcke zuallererst zur Ehre Gottes und der Heiligen aufgestellt wurden, findet sich diese Tatsache explizit als Begründung nicht überall. An der Bundesstraße 26 in der Gemarkung des Arnsteiner Gemeindeteils Binsfeld in Unterfranken wurde 1759 die paradigmatische Inschrift „Gott und seinem Heiligen Sohn zu ehren“ an einem Stock angebracht. ⊙ Daneben finden sich Anrufungen von einzelnen Stationen des Heilsgeschehens, so in Hammelburg-Feuerthal auf einem Bildstock von 1715 („ZU EHREN DER G. W. AVFERST. H. V. N. CHRISTUS“). ⊙
Die religiösen Hintergründe differenzierten sich in den Jahrhunderten immer weiter aus. Neben Gott und Jesus Christus tauchten immer wieder auch Heilige in den Inschriften auf. Genannt werden die Heiligste Dreifaltigkeit, Namenspatrone oder Maria (Pressig-Welitsch, Tettaubrücke, 1749 „Hochgelobt sey die allerheyligste Dreyfaltigkeith“). ⊙ Immer wieder wurden auch gezielte Anrufungen an bestimmte Heilige verfasst (Hettstadt, Würzburger Straße, 1744 „O schmerzhafte Mutter/ bitt für mich/ und alle die verehren dich/ Trag unser elend für bey Gott/ und uns errett/ auß aller noth“). ⊙
Dabei finden sich vielerorts Verbindungen aus den Elementen der Memoria an die Stifter und die Anrufungen von Heiligen. Mit der Setzung von Bildstöcken war in solchen Fällen die Hoffnung auf Heilung von einer Krankheit verbunden, wie der Bildstock in Gaukönigshofen-Acholshausen von 1752 verdeutlicht: „O Du zierde/ der jungfrauen/ gnädig wollest Mich Anschauen/ und dein leyd/ mir theilen mit./ Gib das Christi/ Tod empfinde zu/ dem end anß Creutz in Ich bInde/ also werd verführet nit./ Dieses bild hat/ Johann adam firsching zu ehren/ der schmerzhafften mutter Gottes auf/ richten lassen/ 1752“, wobei daneben ein Bild eines Kranken im Bett angebracht wurde. ⊙ Nicht selten sind auch Danksagungen nach überstandener Krankheit oder der Rückkehr aus dem Krieg zu finden. Auch Missernten wurden auf den Stöcken behandelt.
Die Aufstellung in der Flur oder entlang von wichtigen Verbindungsstraßen war weit verbreitet. Die Nachrichten auf den Bildstöcken erreichten so eine große Maße an Menschen, die nicht selten dazu aufgefordert wurden, für die auf dem Stock verehrten Heiligen zu beten. Dies sollte auch den Stiftern zugutekommen. Mit verschiedenen Redewendungen wurde an das Mitleiden der Betrachtenden appelliert. Auf einem 1754 aufgestellten Bildstock in Werbach im Main-Tauber-Kreis findet sich die Inschrift „BETRACHT DEN TOD, O WANDERSMANN, WIE VNGEFEHR ER KOMMEN KAN VND WAS SICH HIER BEGEBEN [...]“ ⊙

### Bildstock und Wallfahrt

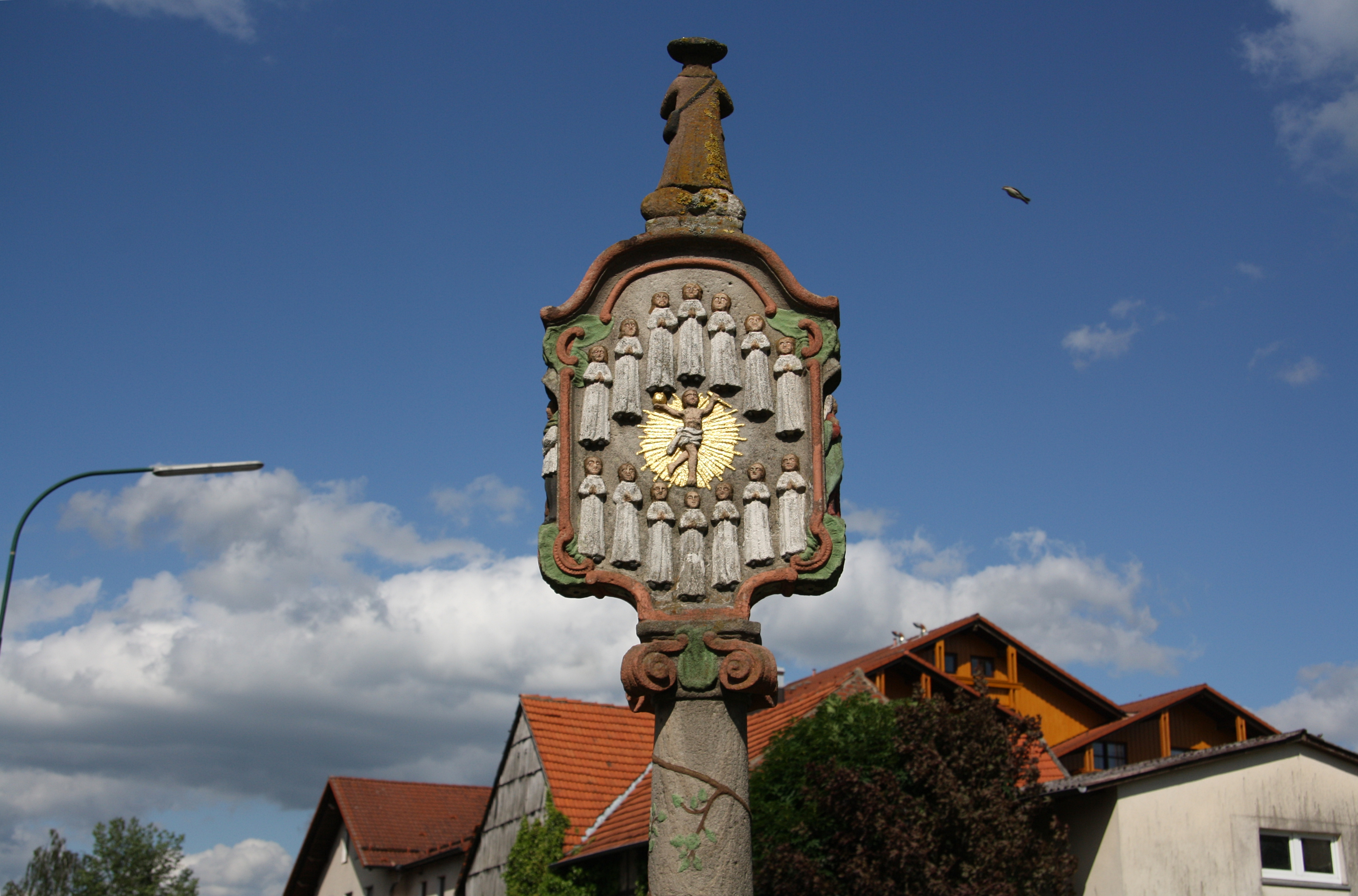
Bildstock in Petersberg-Almendorf, Landkreis Fulda mit den 14 Nothelfern

Bildstöcke bildeten immer wieder aufgrund ihres dezidiert christlichen Hintergrundes den Ausgangspunkt für eine Wallfahrt. Besondere Bedeutung hatten Bildwerke in der Flur für die Wallfahrten zur Muttergottes von Dettelbach und ans Würzburger Käppele. In der Folge wurde das jeweilige Gnadenbild auch auf anderen Bildstöcken entlang des Wallfahrtweges aufgestellt. Um Dettelbach ist in vielen Varianten das Gnadenbild der Maria im Sand zu finden, so in Kolitzheim in der Schweinfurter Straße auf einem Tabernakelbildstock von 1733. ⊙ Hier wurde auf dem Weg zur Gnadenstätte gerastet und gebetet. Häufig blieben solche Wallfahrten allerdings lediglich lokal beschränkt, wie das Beispiel der Michaelskapelle bei Frankenbrunn im Landkreis Hammelburg und die Kunstwallfahrt zum „Fiber-Cäpelein“ oberhalb Gaibachs zeigen.
Ebenfalls ist der Fall bekannt, wo Wallfahrten ohne direkten Bildstockbezug die Ikonografie und auch den Standort der Stöcke entlang der Wallfahrtswege beeinflussten. In besonderem Maße gelang es den Gnadenorten Walldürn im Bistum Würzburg und Vierzehnheiligen im Bistum Bamberg die Bildstocklandschaft zu prägen. Auf dem Walldürn-Bild, das um 1700 vermehrt nachweisbar ist, wurde ein umgeschütteter Kelch gearbeitet, dessen Inhalt sich auf ein angedeutetes Korporale ergießt. Die Darstellung erfuhr über die Jahrhunderte große Veränderungen. Besonders prächtig wurde es auf einem Stock in Karlstadt von 1621 dargestellt. ⊙
Um 1970 gelang es, über 100 Bildstöcke mit dem Walldürn-Motiv in allen Varianten zu ermitteln. Das Verbreitungsgebiet erstreckte sich dabei von Süden nach Norden bis weit ins heutige Hessen hinein, wobei ein Schwerpunkt der Stöcke im Fuldaer Land zu finden war. Daneben waren Blutwunder-Bildstöcke auch im thüringischen Eichsfeld zu finden, das vor 1802 Teil des Erzstifts Mainz war. Heute haben sich kaum noch Exemplare erhalten. Im Kernraum zwischen Volkach, Schweinfurt, Bamberg und Forchheim entwickelte sich ein weiterer Traditionsstrang, der die Setzung der Blut-Bildstöcke erklärt: Die Wallfahrt nach Burgwindheim griff ebenfalls auf das Motiv des Blutwunders zurück, sodass beispielsweise die sogenannte Blutsmarter in der Oberen Vorstadt in Volkach an die Wallfahrtstradition nach Burgwindheim und nicht nach Walldürn erinnert. ⊙ → siehe auch: Liste von Darstellungen des Blutwunders von Walldürn
Für die Wallfahrt nach Vierzehnheiligen bildeten sich zwei eigene Bildstocktypen heraus. Einerseits werden auf den Stöcken das Christuskind zusammen mit 14 Kindern dargestellt. Andererseits finden sich die 14 Nothelfer häufiger mit ihren Attributen dargestellt. Ein Verbreitungsschwerpunkt ist wiederum im Landkreis Fulda auszumachen, wobei auch das heutige Südhessen mit dem Landkreis Bergstraße Bildstöcke mit solchen Motiven kennt. Die Wallfahrts-Stöcke sind ebenfalls in Gebieten außerhalb der Bildstocklandschaft Franken, wie der Oberpfalz zu finden. Besondere Bedeutung haben Bildstöcke, auf denen die Motive beider Wallfahrten zusammen angebracht wurden, wie dies auf dem sogenannten Schwarzen Bild im württembergischen Schönfeld der Fall ist. ⊙
Vereinzelt sind auch Bildstöcke mit weiteren Wallfahrtmotiven in Franken zu finden. Nur selten ist die Darstellung der Marienkrönung dabei eindeutig mit der Wallfahrt nach Gößweinstein in Verbindung zu bringen. Eine Ausnahme bildet die sogenannte Weiße Marter von Köttweinsdorf im oberfränkischen Landkreis Bayreuth. Hier ist das Gnadenbild bis in Details nachgebildet. ⊙ Nur vereinzelt greifen fränkische Bildstöcke auf Motive von Wallfahrtszielen außerhalb der Bildstocklandschaft zurück. Nachweisbar sind Bildstöcke mit Hinweisen auf den Jakobsweg (Schnackenwerth, 1625 ⊙), Altötting (Versbach, 1717), Kreuzberg, Jesus-auf-der-Wies, Einsiedeln (Tauberbischofsheim, 1775).

### Stifter- und Formwandel

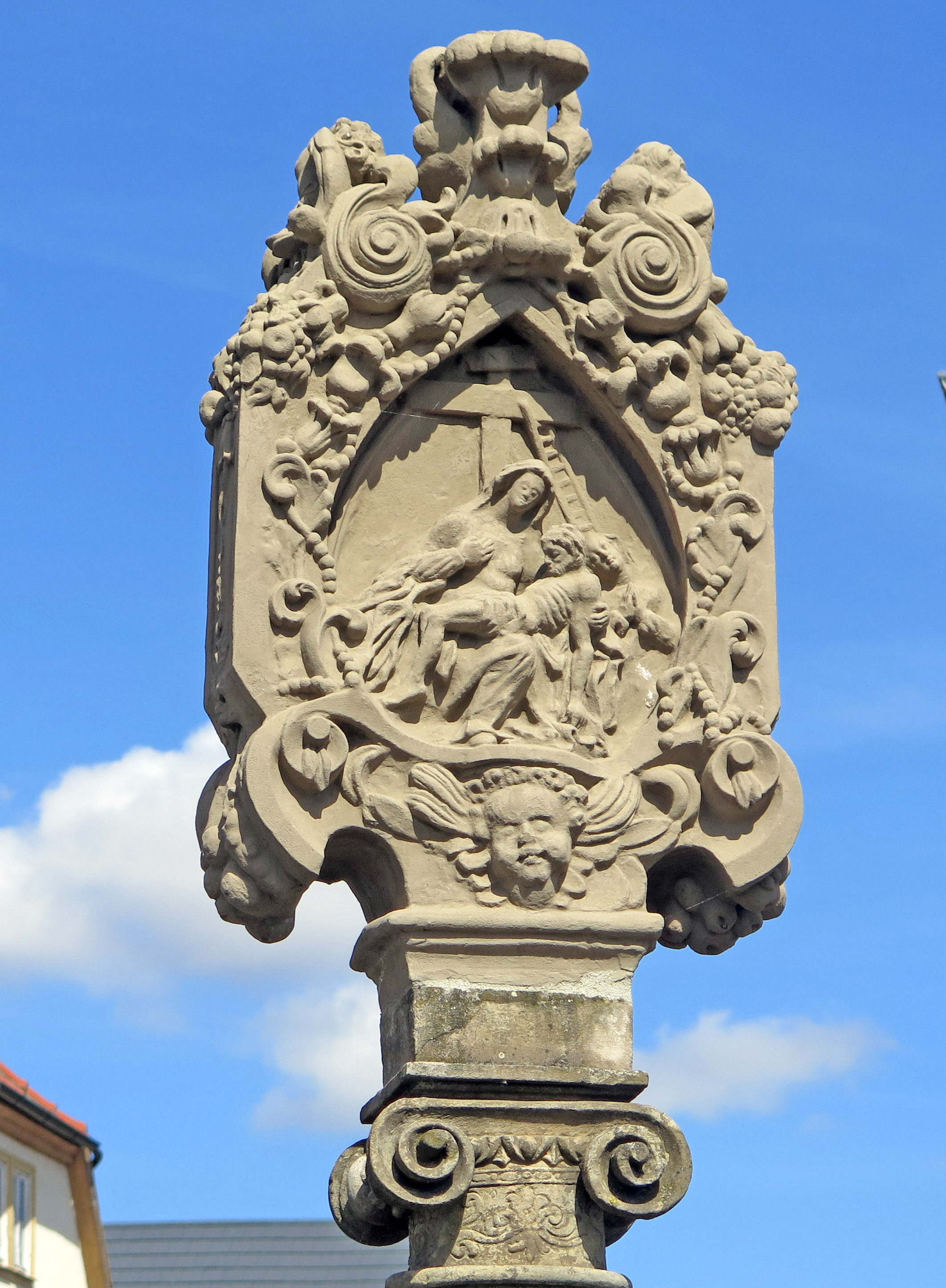
Bildstockaufsatz in Sulzfeld im Grabfeld, der Stock wird Julius Emes zugeschrieben

Während die heute erhaltenen, spätgotischen Bildstöcke ein hohes künstlerisches Niveau aufweisen, differenzierte sich die Schöpfungshöhe der einzelnen Stücke im Laufe der Jahrhunderte aus. Dies hängt zum einen mit der Vervielfältigung der Stifterpersönlichkeiten zusammen, bei denen im Mittelalter vor allem höhergestellte Männer aus Adel, Verwaltung und Klerus gehörten und zu denen sich im Laufe der Frühneuzeit vermehrt Ackerbürger und kleine Handwerker gesellten. Zum anderen wurden hochwertige Objekte tendenziell als erhaltenswerter eingeschätzt.
Die künstlerisch anspruchsvollen Bildstöcke finden sich vor allem im Kernraum der Bildstocklandschaft um Würzburg und Bamberg. Ein Beispiel ist in Münsterschwarzach zu finden. Der Abt Michael des gleichnamigen Klosters stiftete hier 1475 den Stock mit dem Kreuzigungsmotiv und verewigte sich als Stifter zu Füßen des Kreuzes. ⊙ Beispiele für die Renovierung von älteren Bildstöcken durch einzelne, hochgestellte Personen sind auf Inschriften der frühen Bildstöcke ebenso zu finden. In Röttingen hat sich ein Stock aus dem Jahr 1463 erhalten, der vom „Herrn Johann/ Christophorum Nicola Obri/ ster von First: Würtz: Amtbman/ alhe RENOVIRT Worden“. ⊙
Anders als in vielen anderen Bildstocklandschaften, in denen sich regionaltypische Bildstockformen über Jahrhunderte erhielten, lässt sich für Franken ab dem ausgehenden Mittelalter eine Vervielfältigung der Typen ausmachen. Neben der finanziellen Potenz der Stifter spielten hierfür mehrere, weitere Faktoren eine Rolle. Besondere Bedeutung für die Setzung von Bildstöcken hatte im 16. und 17. Jahrhundert die konfessionelle Spaltung. Während die Landschaft in den protestantischen Gebieten weitgehend „ausgeräumt“ wurde und sich hier nur noch wenige Objekte erhalten konnten, wuchs die Setzungsdichte in katholischen Gebieten an.
Eine seltene Ausnahme stellt der Kreuzigungsbildstock im unterfränkischen Gnodstadt dar. Er wurde 1586 errichtet und verweist auf die gemischt-konfessionelle Realität innerhalb der Dorfgemeinschaft, da sowohl der lutherische Schultheiß der Markgrafen von Ansbach und der des katholischen Würzburger Fürstbischofs als Stifter in Erscheinung traten. ⊙ Der Einfluss der jeweils regierenden Fürstbischöfe auf die Bildstocksetzungen im katholischen Franken wurde zugleich größer. So finden sich vermehrt die Wappen der Diözesane auf den Stöcken, die allerdings nicht direkt als Stifter aufstiegen. So verewigte man das Wappen des Julius Echter von Mespelbrunn an einem Stock in Rundelshausen bei Werneck. ⊙
Die indirekte Förderung durch den Landesherren führte dazu, dass die örtlichen Steinmetzen, neben Kirchen und Profanbauten, ihre Ausbildung auch auf die Bildstöcke ausweiteten. Konzentrierten sich in anderen Gebieten solche Künstler und Kunsthandwerker vor allem auf die geistlichen Zentren, wie den Bischofssitz bzw. große Klöster, gelang es den fränkischen Steinmetzen ihre Ware auch in der Fläche zu verkaufen. Hierdurch wuchsen die Qualitätsunterschiede zwischen den einzelnen Bildstöcken weiter an, weil auch Künstler mit geringer Erfahrung sich an der Fertigstellung versuchten. Die unterschiedlichen Qualitäten führten zu einer weiteren Differenzierung der Stifter. Nun konnten sich auch Menschen mit geringerem Vermögen einen Stock leisten.
Folge dieses Booms von Bildstöcken war eine weitere Vervielfältigung der Formen, die insbesondere nach dem Dreißigjährigen Krieg im Barock einsetzte. Zugleich bildeten sich in der Frühneuzeit bereits Schulen heraus, die Ikonographie und Formgebung in gewisse Bahnen lenkten. Ins Zentrum rückten jetzt auch einzelne Bildstockmeister. Allerdings wurden diese in den Quellen nur selten namentlich erwähnt. Stattdessen sind sie heute vor allem durch ihre Steinmetzzeichen fassbar. Eine Ausnahme bildet der Bildstockmeister Julius Emes, der unter anderem 1628 einen Stock in Großwenkheim schuf. ⊙ Daneben konnte auch Johann Jacob Bindrim, der in Saal an der Saale 1723 sogar eine Art „Werbebildstock“ für sich und seine Werkstatt errichten ließ, als Bildstockmeister identifiziert werden. ⊙ Auch Baumeister wie Johann Peter Wagner schufen Bildstöcke in Franken.
Der Stilwandel der Bildstöcke wurde durch die vielen Innovationen ebenfalls begünstigt. Vor allem im 17. und 18. Jahrhundert veränderten die Bildstöcke ihr Erscheinungsbild nachhaltig. Vermehrt waren jetzt sogenannte Prozessionsaltäre anzutreffen, bei denen nichts an die säulenförmigen Pendants vergangener Jahrhunderte erinnerte. Daneben entstanden Freifiguren und Plastiken mit biblischen und heilsgeschichtlichen Motiven. Neben Kruzifixen umfasste diese Erneuerung auch sogenannte Kreuzschlepper, Freifiguren des kreuztragenden Christus, die für Franken besonders typisch wurden.

### Bildstockforschung

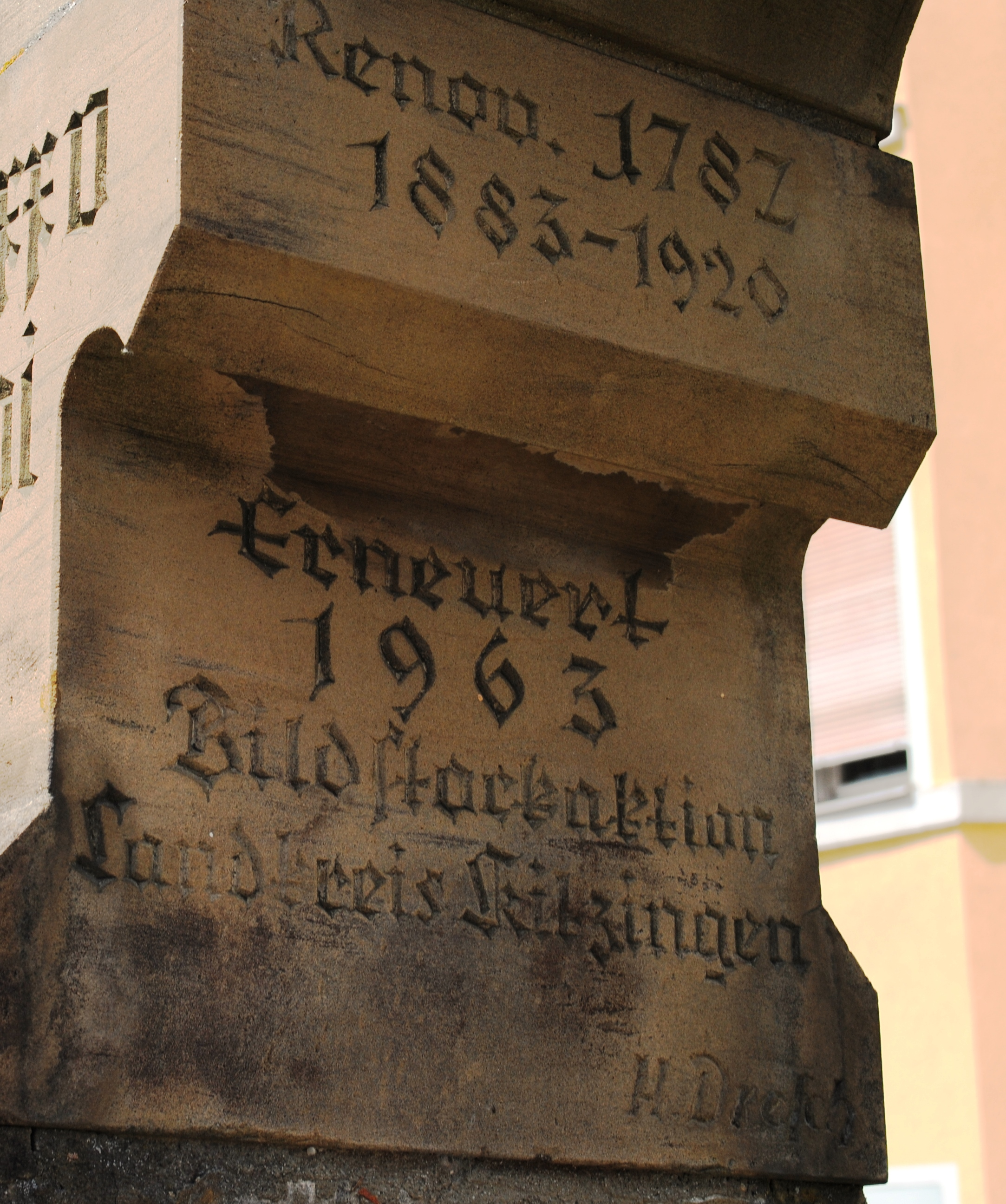
Inschriften auf einem gotischen Bildstock, die auf die sogenannte „Bildstockaktion“ des Landkreises Kitzingen hinweisen. Mit der Signatur des renovierenden Künstlers „H. Dresch“

Bereits im ausgehenden 18., vermehrt aber vor allem im 19. Jahrhundert wurden Bildstöcke als Symbol der fränkischen Landschaft auch wissenschaftlich betrachtet. Die Bildstockforschung umfasst dabei die Erfassung der Kleindenkmäler sowie ihre Inventarisierung. Daneben wird die Interpretation ihrer Entstehung innerhalb der Epochen vorgenommen. Dies beinhaltet ikonografische Details, Inschrift, den jeweiligen Standort bzw. Standortverlagerungen und die Setzungsanlässe. Vorgänger moderner Bildstockforscher war der Würzburger Weihbischof Eucharius Sang, der bereits im 17. Jahrhundert allgemeine Urteile über die Bildstocksetzung fällte.
Im 19. Jahrhundert versuchte man dabei vor allem die heidnischen oder germanischen Ursprünge der Bildstöcke auszumachen. Es wurden Einzelfälle und insbesondere an ihnen haftende Sagen zu allgemeingültigen Topoi erklärt. In der ersten Hälfte des 20. Jahrhunderts übernahm die Volkskunde die Bildstockforschung. In das Zentrum rückte vor allem die Befragung der Bildstöcke nach ihrer Funktion und die Identifikation von Meistern. Immer wieder spielt auch die religionswissenschaftliche und die kunsthistorische Forschung eine Rolle. Die Bildstockforschung ist bis heute vor allem Aufgabe der Heimatforschung.
Historische Fragestellungen wurden auf die fränkische Bildstocklandschaft bisher kaum angewendet. Es ist deshalb nicht auszumachen, wie die Säkularisation und die Auflösung der frühneuzeitlichen Territorien der Hochstifte Bamberg und Würzburg in der Fläche konkret auf die Bildstocksetzung wirkten. In die Forschung einbezogen wurden dagegen archivalische Quellen. So tauchten Bildstöcke seit dem 16. Jahrhundert immer wieder auf Karten auf, die auch die Namen der jeweiligen Objekte überlieferten. Es ist jedoch dem Überlieferungszufall geschuldet, dass kaum andere Reihenquellen belegt sind.
Vorreiter der Bildstockforschung waren verschiedene Sammler des 18. Jahrhunderts. Für den Bamberger Raum ist hier Johann Sebastian Schramm zu nennen, der vor 1790 eine Sammlung von Flurdenkmälern vornahm. Durch den großen Bestandsverlust der Stöcke sind solche Inventare allerdings vor allem für die historische Forschung relevant. Bei den Sammlerpersönlichkeiten der Anfangszeit handelte es sich zumeist um Männer der Oberschicht, die ihrem Hobby nachgingen. So ist für den Raum um Wertheim und Miltenberg der Gewerbelehrer und Architekt Friedrich Hauck als Bildstockforscher des beginnenden 20. Jahrhunderts überliefert.
In die akademische Forschung gelangten die Bildstöcke in der deutschen Nachkriegszeit. Eine besondere Vorreiterrolle kommt hierbei dem Würzburger Volkskundeprofessor Josef Dünninger zu, der den fränkischen Bildstock als „Denkmal der Volksfrömmigkeit“ herausarbeitete. In der Folge entstanden am Lehrstuhl in Würzburg eine Vielzahl an Dissertationen und Abschlussarbeiten mit dem Thema des fränkischen Bildstocks. Unter Dünninger begann auch die gezielte Inventarisation einzelner Regionen, die von den jeweiligen Landratsämter unterstützt wurden. Für den Bamberger Raum besitzt der Bibliothekar Bernhard Schemmel eine bedeutende Rolle.
Einen Höhepunkt erlebte die Bildstockforschung in Franken in den 1960er und 1970er Jahren. Grund hierfür war die einsetzende Flurbereinigung in Bayern, mit der große Bestandsverluste einhergingen. Die Forschungsperspektive hatte auch Auswirkungen auf die Praxis der Setzung. So spezialisierten sich mehrere Bildhauer aus Franken im 20. Jahrhundert auf die Bildstockrenovierung bzw. die Neusetzung nach alten Vorbildern, wobei eng mit den Universitäten zusammengearbeitet wurde. Gleichzeitig entstanden neue Formen, die vor allem als Flurbereinigungsdenkmäler Aufstellung fanden.
Im Zuge der Professionalisierung des Wissens über die Bildstöcke entstanden mehrere Museen und Ausstellungen, die sich des Themas annehmen. Eine Vorreiterrolle in der Vermittlung der Geschichte der Bildstöcke für ein interessiertes Publikum haben die Museen der Diözese Würzburg. Insbesondere das Museum Kartause Astheim in Volkach-Astheim im unterfränkischen Landkreis Kitzingen behandelt in seiner Ausstellung die Genese des fränkischen Bildstocks. Mit dem Bildstockzentrum Egenhausen entstand im Jahr 2010 ein Forschungszentrum, das ebenfalls mit einer großen Ausstellungsfläche ausgestattet wurde.

## Typen

### Aufbau der Bildsäulen nach Epochen
In seiner Dissertation über die Bildstöcke im nördlichen Landkreis Würzburg versucht Stefan Popp einen Überblick über den allgemeinen Aufbau der Denkmäler innerhalb einzelner Stilepochen zu geben. Dabei ist zu beachten, dass die Säulenbildstöcke, die in einer bestimmten Zeit entstanden, große Unterschiede im Aufbau aufweisen konnten, weshalb hier eher ein Schema vorliegt. Hinzu kommt, trotz enger formaler Vorgaben durch die Stifter, das jeweilige Stilempfinden und das künstlerische Können der dahinter stehenden Steinmetzen. Immer wieder kommen deshalb auch Übergangs- und Mischformen vor. Insgesamt können sieben verschiedene Stilepochen mit jeweils besonders typischen Aufbauformen ausgemacht werden.
- Spätgotik: Die ersten Bildstöcke in Franken entstanden in den Formen der mittelalterlichen Baukunst der Gotik. Hier überwiegt ein rechteckiger Schaft, der von einem abgesetzten Zwischenstück überragt wird. Darüber erhebt sich ein Aufsatz in Form eines giebelförmigen Gehäuses. Er ragt auf allen Seiten über den Schaft hinaus. Als Schmuckelemente weisen die Bildstöcke aus dieser Epoche Krabben und Kreuzblumen auf.
- Renaissance: Die Bildstöcke der Renaissance wurden ebenfalls von einem Rechteckschaft geprägt. Ähnlich wie in der Gotik strebt der Aufsatz in die Horizontale. Besonders bemerkenswert sind die Bauteile, die von antiken Vorbildern inspiriert werden. So wird der Aufsatz in der Regel von zwei Säulen eingerahmt. Die Abbildungen weisen eine starke Gliederung auf.
- Barock: Besonders häufig finden sich in Franken Bildstöcke mit Barockformen. Der Stock ruht auf einem rechteckigen Sockelblock, der profiliert wurde. Darüber erhebt sich ein Kapitell mit Voluten. Statt der antikisierenden Säulen wurden nun Pilaster als Begrenzung der Aufsätze angebracht. Den Abschluss bildet ein rundbogiges Kämpfergesims, auf dem nicht selten ein Kreuzrelief angebracht wurde.
- Rokoko: Die Rokoko-Bildstöcke erinnern stark an die barocken Vorgänger. Statt einer Rechtecksäule wurden nun vermehrt nach oben verjüngende Rundsäulen angebracht. Sie wurde nicht selten mit Blattwerk (häufig Weinblätter), Muscheln, Quasten und Ornament verziert. Der Aufsatz wird von Rocaillen eingerahmt.
- Klassizismus: Mit dem Rückgriff auf antike Bauformen wurden geometrische Elemente wieder mehr auf die Bildstöcke aufgenommen. Statt der Rundsäule wurden nun wieder überwiegend Rechtecksäulen angebracht. Häufig ist ein rahmender Baldachin zu finden.
- Neugotik: Häufig ist der Sockel dieser Bildstöcke mit einer ausladenden Abdeckplatte ausgestattet. Nicht selten weist der Aufsatz ein Zwischenstück auf, das zwischen Säule und Aufsatz vermittelt. Die Zierungen des Aufsatz sind an die Bildstöcke der Spätgotik angelehnt. Hier sind Rosetten und Vierpassmaßwerk zu finden.
- Neuzeit: In der Neuzeit differenzierten sich die Formen weiter aus. Es überwiegen nun retrospektive Anknüpfungen an bereits geübte Formen. Daneben spielen auch moderne und postmoderne Kunstformen eine Rolle. Immer wieder sind auch Plastiken zu finden.

### Regionale Sonderformen
Neben der regionalen Bildstockdichte differierten sich in der Vergangenheit auch verschiedene, regionale oder lokale Sonderformen aus. Diese Bildstocktraditionen werden teilweise bis in die heutige Zeit bewahrt. Obwohl beispielsweise nachweislich viele der Stöcke ursprünglich farbige Fassungen aufwiesen, verzichtete man im Kerngebiet der Bildstocklandschaft auf die regelmäßige Erneuerung dieser Farbschichten, sodass die Objekte heute steinsichtig sind. Im hessischen Teil der Rhön, dem heutigen Bistum Fulda, haben sich allerdings noch viele farbige Fassungen erhalten, die hier teilweise auch erneuert werden.

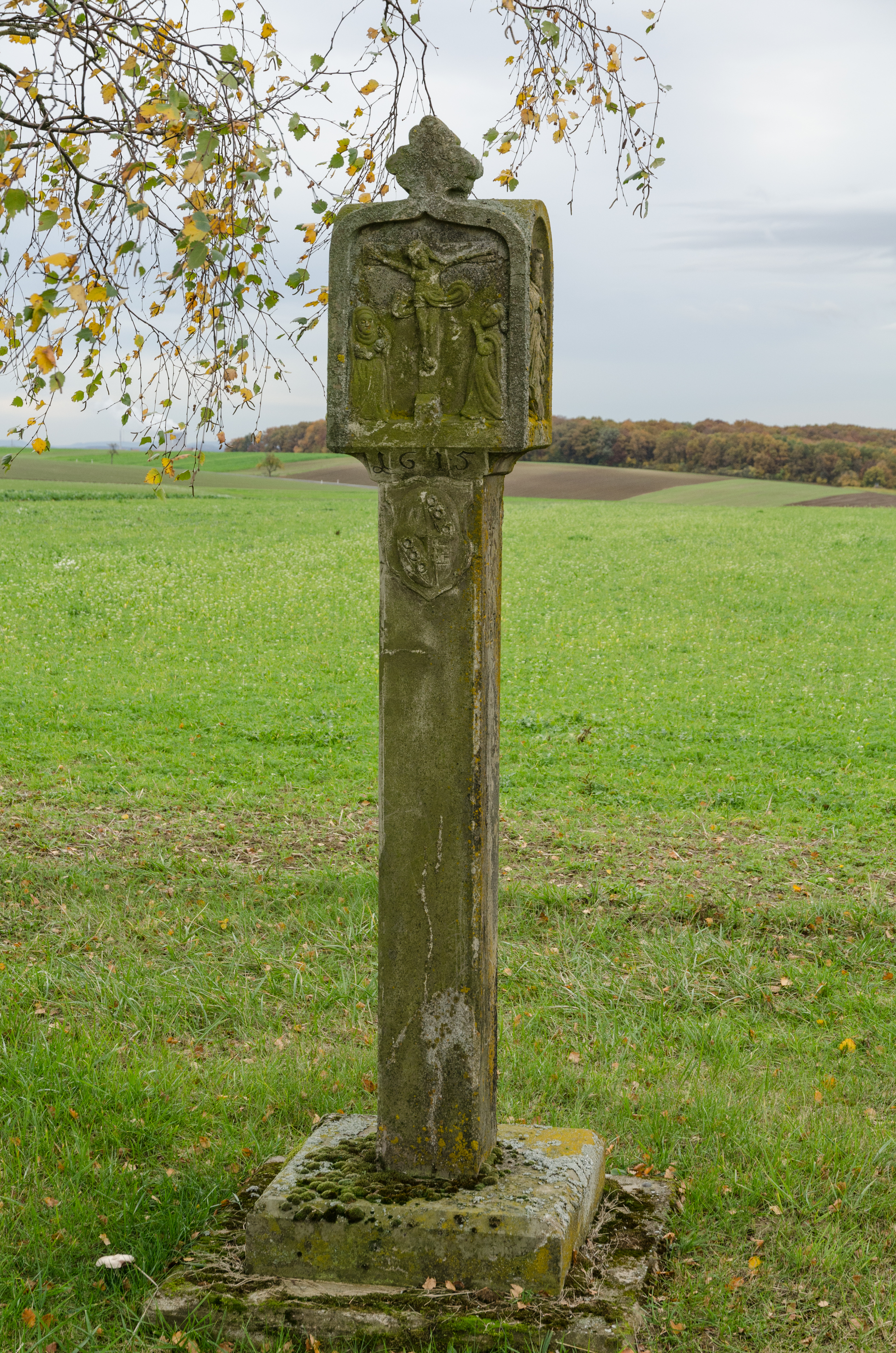
Monolithbildstock in Kützberg, Landkreis Schweinfurt

#### Monolith
Die erste, fassbare Sonderform der Bildstöcke entwickelte sich im frühneuzeitlichen Hochstift Würzburg. Monolithbildstöcke tauchen ab den 1520er Jahren in der Region zwischen Würzburg und Schweinfurt auf und erhielten ihren Namen nach dem einzelnen Steinblock, aus dem sie geschaffen wurden. In der Amtszeit der Fürstbischöfe Julius Echter von Mespelbrunn und Johann Gottfried von Aschhausen wurden besonders viele der Bildstöcke gesetzt. Beide Diözesane trieben die Gegenreformation oder katholische Reform in ihrem Einflussbereich voran. Echter forcierte, nachdem weite Teile des ländlichen Kernraums seines Hochstifts im 16. Jahrhundert lutherisch geworden waren, den Bau neuer Pfarrkirchen, Amtshäuser und Stadtbefestigungen. Die Glaubensinhalte des Katholizismus wurden auch über die Bildstöcke transportiert.
Die weite Verbreitung der Stöcke führte dazu, dass der Monolith als fränkischer Bildstock schlechthin bezeichnet wurde. Die Stöcke besitzen sehr massive Sockel, die in einen blockhaften, rechteckigen Aufsatz übergehen. Dabei ist bedeutsam, dass die Kopfteile nahezu in jedem Fall leicht nach vorne kragen. Die Sockel besitzen eine quadratische Basis, die im Übergangsbereich zum Schaft stark abgeschrägt wurden. Zur Aufnahme des Schafts wurden diese stark eingetieft oder gelocht. An die regierenden Fürstbischöfe erinnert ein am Schaft angebrachtes Wappen. Ikonografisches überwiegen auf den Stöcken die Darstellung der Kreuzigung mit Assistenzfiguren.
In den 1980er Jahren wurden über 100 Exemplare der Monolithbildstöcke identifiziert. Allerdings hat sich dieser Bestand durch Verfall und Zerstörung seit dieser Zeit reduziert. Der Schwerpunkt des Bestandes findet sich im heutigen, unterfränkischen Landkreis Schweinfurt, wobei die Stöcke halbkreisförmig im Westen um die, im 16. Jahrhundert lutherische Stadt Schweinfurt Aufstellung fanden. Die Bildstöcke wurden von verschiedenen Schulen geschaffen, immer wieder können Bildhauer durch ihre Steinmetzzeichen identifiziert werden.

#### Prozessionsaltar/Altarbildstock

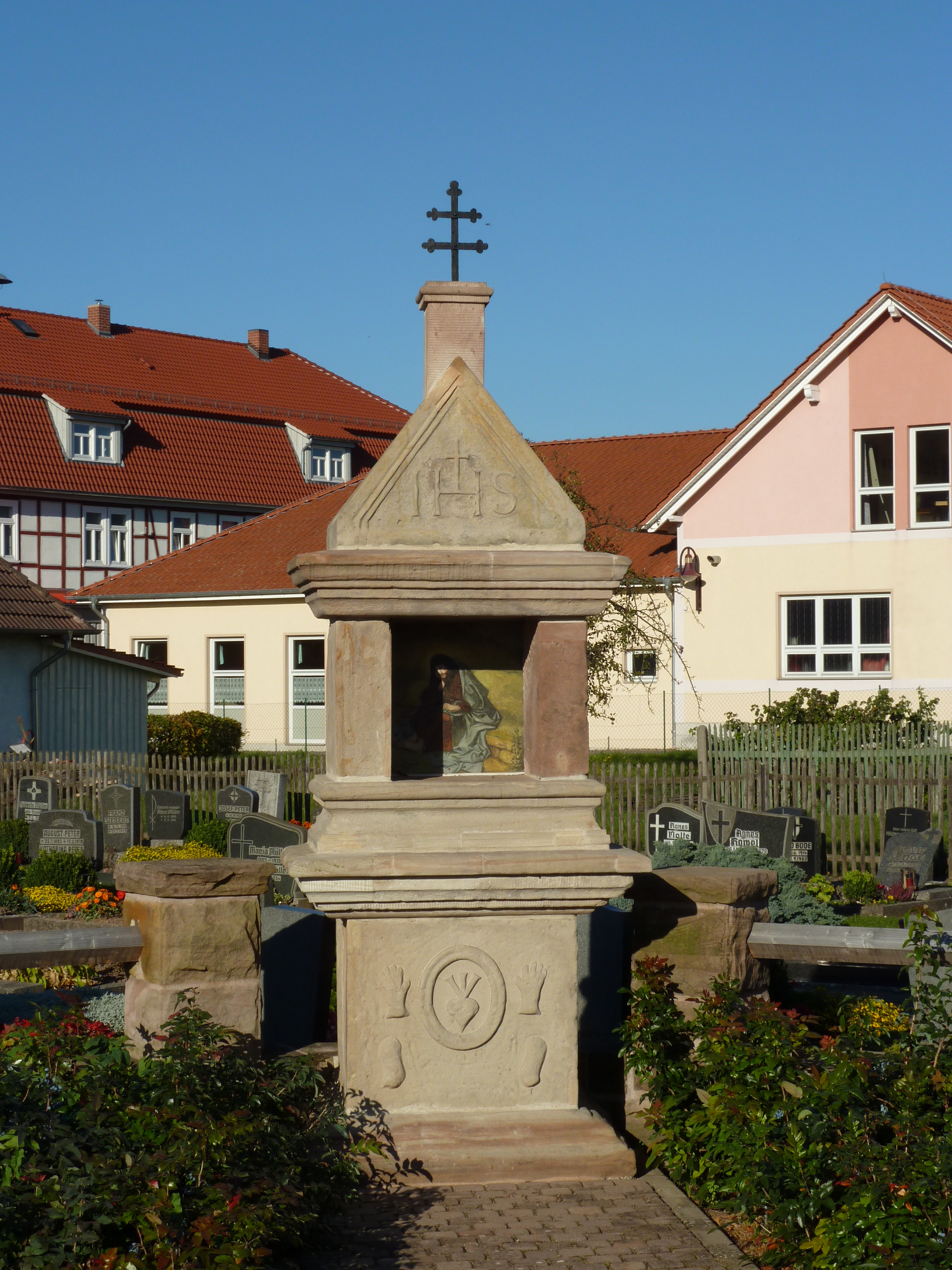
Altarbildstock in Rengelrode, Landkreis Eichsfeld

Sogenannte Prozessionaltäre tauchen in der Bildstocklandschaft Franken unter verschiedenen Bezeichnungen auf. Neben der Verwendung des Begriffs Altarbildstock ist auch Heiligenhäuschen, Andachts- oder Gebetsnische gebräuchlich. Einigende Klammer ist ihr Aufbau, der an einen Altar erinnert. Über einem gemauerten Altarstipes erhebt sich entweder ein Relief in einer Nische oder eine vollplastische Figur als Retabel, nicht selten schließt der Stock mit einem steinernen Dach ab. Zentren dieser Sonderform sind die Gebiete des mainzischen Eichsfeldes und Mainfrankens, also das Kerngebiet des Hochstifts Würzburg. Sie sind zeitlich auf die Barockzeit beschränkt.
Besondere Bedeutung für die Verbindung zwischen Bittgängen, Wallfahrt und Bildstock haben die Prozessionsaltäre, die an lokalen Prozessionswegen Aufstellung fanden. Häufig wurden vier solcher Bildstöcke aufgestellt, um hier während einer Prozession, etwa am Fest Fronleichnam, aus den vier Evangelien lesen und den eucharistischen Segen spenden zu können. Die Altäre wurden auch bei Flurumgängen genutzt. Daneben schwang nicht selten auch eine apotropäische (Gefahren abwehrende) Komponente bei der Stiftung mit. In Oberpleichfeld im Landkreis Würzburg haben sich vier Altäre erhalten, die alle von Valtin Bauer und Nicolaus Friedrich im Jahr 1821 gestiftet wurden. Jeder Stock wurde in einer der Himmelsrichtungen aufgestellt. Sie sollten Mensch und Tier vor Schaden bewahren. ⊙ ⊙ ⊙ ⊙
Anlaufpunkt für überregionale Wallfahrten waren die, in ihrem Erscheinungsbild an die Prozessionsaltäre angelehnten Heiligenhäuschen. Das Relief wurde bei diesen Varianten häufig hinter Glas geschützt. Sie waren in der Vergangenheit nicht selten mit einem Opferstock versehen, an dem vorbeiziehende Wanderer spenden konnten. Ihre Entstehung hängt eng mit den Feldkapellen zusammen, die bereits seit dem 11. Jahrhundert nachweisbar sind. Die Übergänge zwischen beiden Typen sind fließend. Lediglich aufgrund ihrer Größe werden sie zu den Kleindenkmälern gerechnet.

#### Kreuzschlepper
Als Kreuzschlepper (auch Kreuzträger, Kreuzschleifer) bezeichnet man die Darstellung des kreuztragenden Christus in Form einer Freifigur. Solche Figuren sind ab der zweiten Hälfte des 17. Jahrhunderts eigentlich im gesamten Verbreitungsgebiet der Bildstocklandschaft auszumachen. Allerdings gibt es zwei Verbreitungsschwerpunkte. Zum einen erlebten die Figuren im weltlichen Herrschaftsgebiet des Würzburger Fürstbischofs eine besonders vielfältige Rezeption. Daneben war auch im Hochstift Bamberg der Kreuzschlepper weit verbreitet, wobei sich hier im östlichen Teil des Stifts besonders viele Exemplare erhalten haben.
Das Motiv des kreuztragenden Christus existiert heute in den unterschiedlichsten Varianten. Selten läuft der, zumeist dornenbekrönte Christus unter der Last des Kreuzes noch, häufiger ist er bereits darüber zusammengebrochen. Besonders frühe Beispiele zeigen Christus zusammen mit den Henkersknechten. Typisch für den Darstellungstyp ist außerdem die Inschriftentafel, die den vorübergehenden Menschen an das Schicksal des Gekreuzigten ermahnt. Kreuzschlepper wurden oftmals auf hohen Säulen errichtet, die weithin sichtbar in die Landschaft ragten.

#### Kreuzdachbildstock

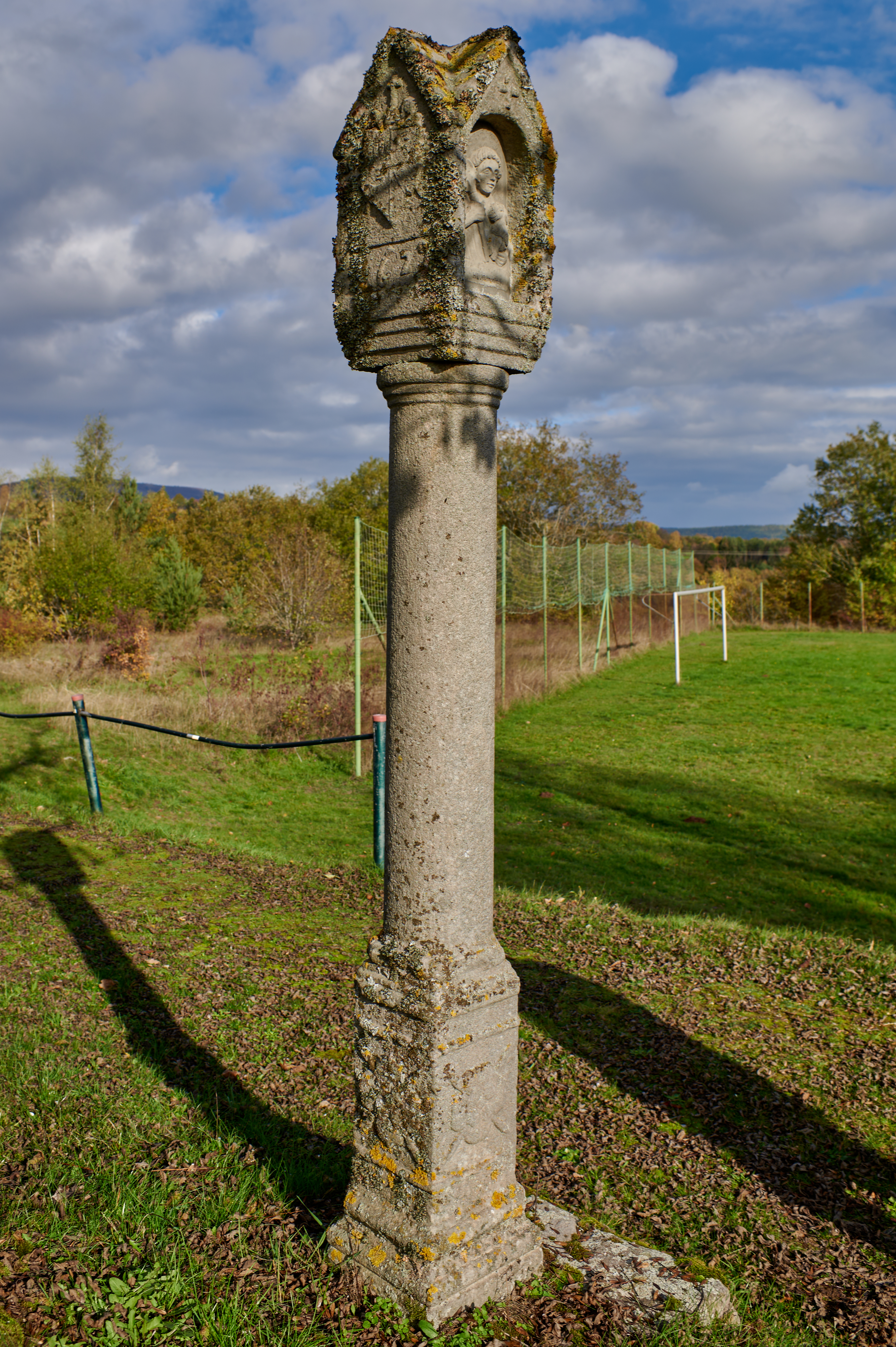
Kreuzdachbildstock in Burkardroth-Gefäll

Der Kreuzdachbildstock (auch Kreuzdachmarter) verbreitete sich wohl vom Spessart aus kommend über die Rhön bis in das heute thüringische Eichsfeld. Ein Schwerpunkt liegt allerdings auf der Rhön. Die frühesten Exemplare datieren auf die 1560er Jahre. Die Bildstöcke wurden vor allem von privaten Stiftern gesetzt, der obrigkeitliche Einfluss auf die Setzung ist bei ihnen weniger sichtbar. Einen Höhepunkt erlebten die Kreuzdachbildstöcke im 17. Jahrhundert und auch im 19. Jahrhundert wurden neue Bildstöcke gesetzt. Das charakteristische Äußere wird besonders bei den Exemplaren des 17. Jahrhunderts wie beim Bildstock aus Oberleichtersbach-Modlos betont. ⊙
Die Kreuzdachbildstöcke besitzen alle ein einheitliches Erscheinungsbild. Das namensgebende Kreuzdach bildet den Abschluss. In der Regel ruhen die Denkmäler auf einem Rechtecksockel, der einen nahezu quadratischen Grundriss besitzt. Darüber erhebt sich eine Rundsäule. Den Abschluss bildet meist ohne Übergang in Form eines Gesims, ein Aufsatz, der in Form und Größe an den Sockel erinnert. Der Aufsatz schließt auf jeder Seite mit einem Satteldach ab. Die Firstlinien der sich gegenüberliegenden Giebel der Satteldächer bilden ein Kreuz.

#### Fuldaer Bildstock
Der sogenannte Fuldaer Bildstock (auch Fuldaer Rhönbildstock) ist ein Beispiel für eine lediglich lokale Typisierung, die auch nur in einem kleinen Zeitfenster Aufstellung fand. Die Bildstöcke weisen deshalb ein höchst einheitliches Gepräge auf, Abweichungen sind wesentlich seltener auszumachen. Die Fuldaer Bildstöcke verbreiteten sich ab dem 19. Jahrhundert über die südlichen Teile des Fuldaer Landes, die bereits in der Rhön liegen und heute zum Landkreis Fulda in Hessen gehören. Lediglich ein Exemplar wurde im bayerischen Rüdenschwinden aufgestellt. ⊙ Die ersten Exemplare können auf die 1810er Jahre datiert werden. Der Bildstock wurde vor allem in den 1840er Jahren aufgestellt.
Die Bildstöcke stehen auf einer quadratischen Bodenplatte, darüber erhebt sich ein rechteckiges Postament. Dieses geht mit einem umlaufenden Gesims in einen vierseitigen Sockel über. Er wird von einer konischen Rundsäule überragt. Der Aufsatz des Fuldaer Bildstocktyps weisen unten eine Volutenbasis auf und schließen nach oben hin mit einem Segment- oder Flachbogen ab. Überragt wird der Bildstock von einer Figur des heiligen Wendelins. Viele der Bildstöcke sind noch heute farbig gefasst. Auch die Motive der einzelnen Bildstockbereiche sind streng limitiert: Die Bodenplatte wurde vielfach mit der Darstellung des heiligen Wandels verziert, das Postament zeigt nicht selten Christus an der Geißelsäule und im Aufsatz selbst ist häufig eine Kreuzigungsszene mit zwei Assistenzfiguren angebracht.

#### Kruzifix/Feldkreuz

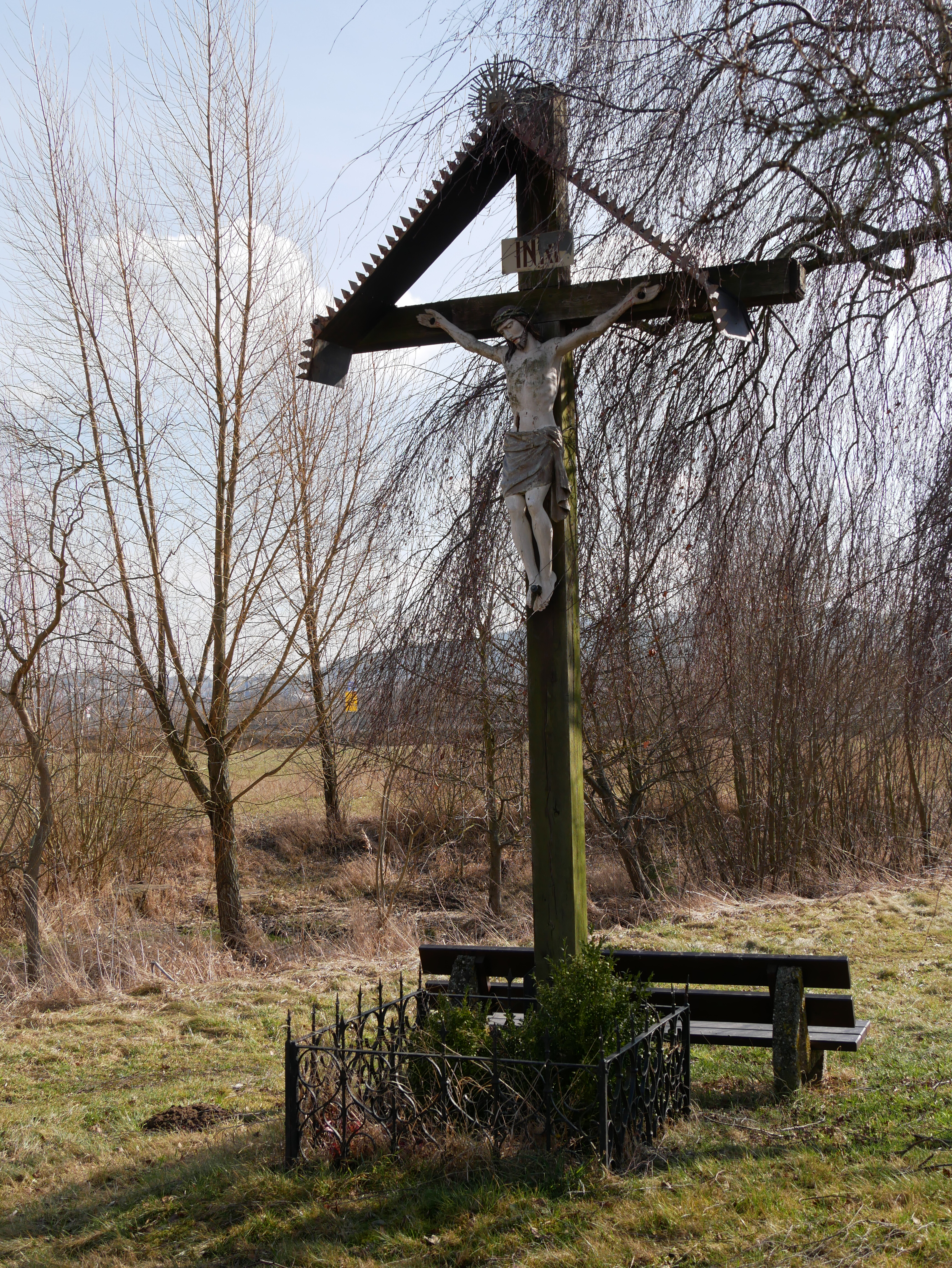
Kruzifix in Lichtenfels-Kösten aus Holz

Kruzifixe oder Feldkreuze (auch Hochkreuze) sind überall innerhalb der geografischen Grenzen der Bildstocklandschaft Franken zu finden. Besonders weite Verbreitung fanden die Kreuze im nahen Umfeld der Stadt Würzburg, wo nahezu jede Gemeinde ein solches Kreuz in ihrer Gemarkung beherbergt. Zumeist gehen die Objekte auf die Zeit nach dem Dreißigjährigen Krieg zurück, im 18. Jahrhundert entwickelten sich zusätzliche Sonderformen, die weitere ikonografische Details besitzen. Es handelt sich häufig um Gemeinschaftsstiftungen, die von der gesamten Kirchengemeinde geleistet wurden und auf dem örtlichen Friedhof Aufstellung fanden.
Am häufigsten finden sich Feldkreuze, die mit einem Korpus, der Figur des Gekreuzigten ausgestattet wurden. Sie sind vom 17. bis zum 20. Jahrhundert anzutreffen. Unterschieden wird dabei zwischen dem sogenannten Dreinageltypus, bei dem die Füße des Sterbenden mit einem einzigen Nagel befestigt, gearbeitet wurden. Daneben existiert der mit zwei Nägeln geschaffene, sogenannte Viernageltypus. Im unterfränkischen Obervolkach haben sich innerhalb der Gemarkung beide Typen erhalten. Während das Kruzifix in der Landsknechtstraße mit vier Nägeln gearbeitet wurde, steht an der Staatsstraße 2274 ein Kreuz mit drei Nägeln. ⊙ ⊙
Daneben existieren Varianten des Motivs. Lediglich eine einzige Darstellung, im unterfränkischen Rottendorf, kann von der Pietà zu Füßen eines Hochkreuzes ohne Korpus nachgewiesen werden. Häufiger ist die Variante mit der trauernden Maria zu Füßen des Gekreuzigten anzutreffen. Außerdem finden sich die Kreuze auch in die Bildtradition der Kreuzigungsgruppe gestellt, bei der der Gekreuzigte mit den sogenannten Assistenzfiguren Maria und Johannes kombiniert wird. Dem 19. Jahrhundert entstammen die Darstellungen des Kreuzes ohne Korpus.

#### Weitere Freifiguren

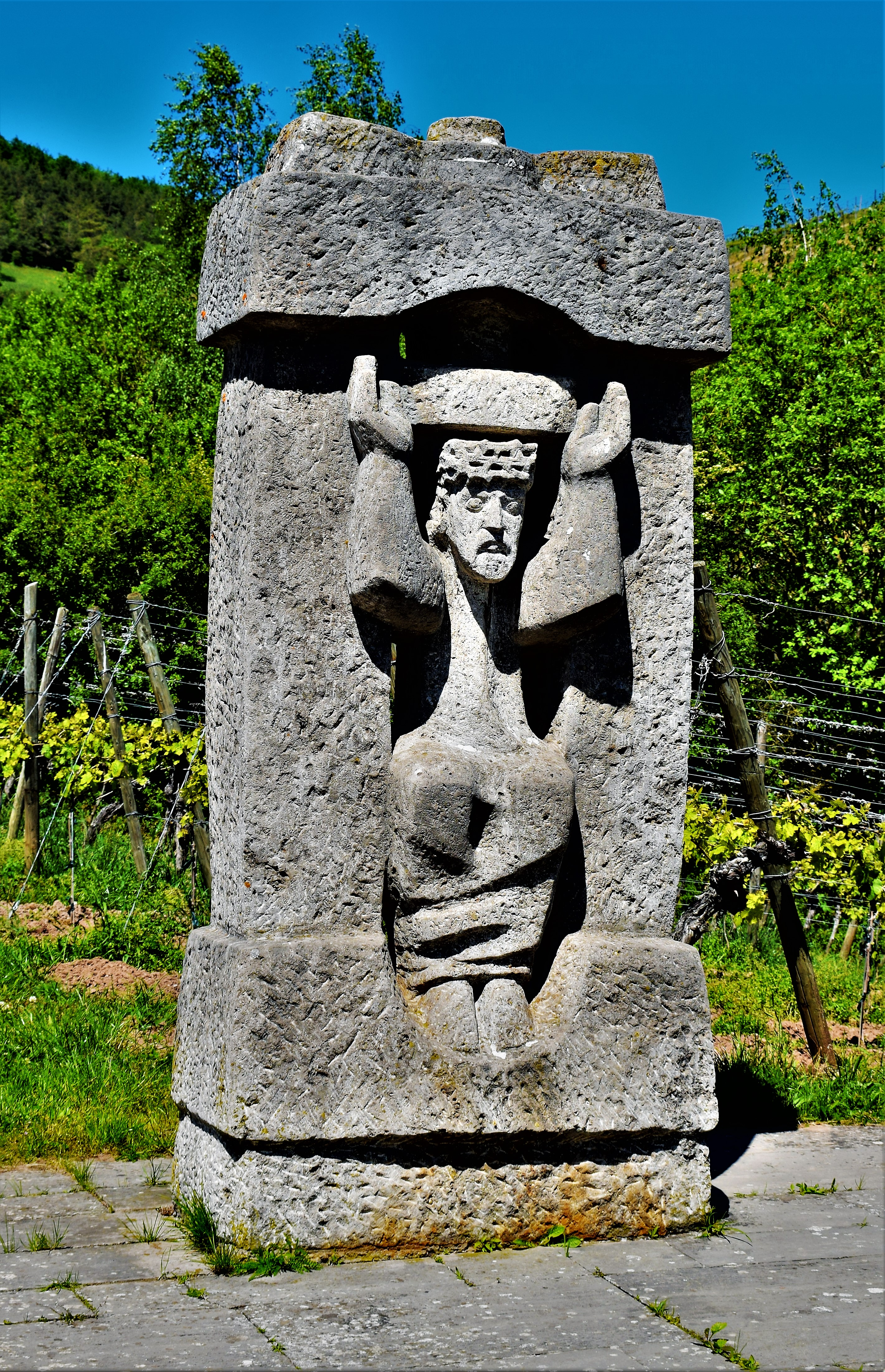
Christus in der Kelter von 1971 in Thüngersheim

Mit dem Ende des Dreißigjährigen Krieges entstanden vermehrt Freifiguren, also plastische Darstellungen von Akteuren der Heilsgeschichte oder Heiligen. Die Tradition einer Freifigur ist allerdings viel älter und wurde bereits im Mittelalter genutzt. Damals stellten solche Figuren jedoch vor allem Details der Fassadengestaltung bei Sakral-, später auch Profanbauten dar. Sie bildeten also Elemente eines größeren Denkmals, wie dies bei Hausfiguren auch später noch der Fall war.
In Franken verbreitete sich die Idee einer Freifigur zunächst über die Darstellung des Kreuzes, das den eigentlichen Bildstock überragte. Später ersetzten kleine Figuren von Heiligen diesen Abschluss. Eine erste Blüte erlebte die Darstellung der Freifiguren über die sogenannten Kreuzschlepper, die ein weiteres Charakteristika der Bildstocklandschaft Franken darstellen. Häufig wurden Bildmotive mit Jesus Christus als Schmerzensmann, an der Geißelsäule oder die Pietà dargestellt. Später tauchte besonders häufig die Immaculata auf. Immer wurden bereits bekannte Themen zu Freifiguren erweitert. Im oberfränkischen Grasmannsdorf haben sich auf der dortigen Nicolaibrücke eine ganze Reihe an Freifiguren erhalten. ⊙
Eine besonders regelmäßig aufgestellte Freifigur war die Darstellung des heiligen Johannes Nepomuk. Dieser Bildtypus geht auf ein Vorbild außerhalb der eigentlichen Bildstocklandschaft zurück. Es handelt sich um das 1693 aufgestellte Standbild des Johannes Nepomuk auf der Prager Karlsbrücke. Da Nepomuk als Brückenheiliger und Schutzpatron von Flüssen und Bächen verehrt wurde, findet man ihn auch in Franken vor allem auf Brücken oder in unmittelbarer Nähe zu diesen. Nepomuk verdrängte im Laufe des 18. Jahrhunderts den zuvor beliebteren heiligen Nikolaus als Brückenpatron. Ein typisches Beispiel ist in Altmannshausen in Mittelfranken zu finden. ⊙
Ein Signum der Weinbaugemeinden sind die Freifiguren des Christus in der Kelter (auch „Herrgott in der Press“). Der verwundete Christus steht in einer Weinkelter, die von Engeln oder Heiligen betätigt wird. Ihre künstlerische Umsetzung beschränkt sich in Franken ausschließlich auf weinbautreibende Gemeinden am Maindreieck. Das Motiv wurde erst im 20. Jahrhundert in die Ikonographie der Bildstocklandschaft mit aufgenommen. Zumeist wurden die Kunstwerke nach Abschluss der Flurbereinigung in den jeweiligen Orten aufgestellt.

### Motive und Ikonographie
Im Gegensatz zu den Steinkreuzen weisen Bildstöcke eine Ikonografie auf, die darüber einzelnen Bildstockzyklen zugeordnet werden können. Dabei stehen vor allem Motive aus der Passion Jesu im Vordergrund, alttestamentarische Darstellungen sind kaum zu finden. An zweiter Stelle stehen die marianischen Themen, wobei die Pietà als Kombination aus beiden Traditionen besonders häufig auftaucht. Daneben spielen auch andere Heilige aus dem katholischen Kanon eine Rolle, wobei die dargestellten Heiligen häufig lokalen Bezug aufweisen. Patrone sind hierbei bedeutsam. Auf Bildstöcken wurden nicht selten die Namenspatrone der Stifter, Kirchenpatrone oder Landespatrone abgebildet.
Die Ikonografie ist für die Bildstockforschung besonders bedeutsam. Sie bildet die regionale Diversität der bildhauerischen Qualität gut ab und hebt die bildhauerische Qualität einzelner Bildstockmeister hervor, weil Darstellungen auf den Stöcken in ältere Bildtraditionen eingefügt werden können. Ebenfalls lassen sich über die Ikonografie Wandlungen von Motiven oder auch Motivwechsel nachvollziehen. Bildstöcke wurden häufig mit einem Primär- und einem Sekundärmotiv ausgestattet, das, vereinfacht, entweder auf der Vorder- oder auf der Rückseite zu finden ist. Die häufigsten Darstellungen auf den Bildstöcken sind:
| Motiv/Heiliger                       | Jahrhundert (viele Nachweise) | Geschichtliche Einordnung | Beispielbild                     |
| ------------------------------------ | ----------------------------- | --- | -------------------------------- |
| Kreuzigung Christi                   | 14. Jahrhundert               | Die Kreuzigung Christi ist die mit Abstand am häufigsten auszumachende Darstellung auf fränkischen Bildstöcken. Das Motiv entstammt der Mentalität der Gotik und wurde in den folgenden Jahrhunderten immer wieder abgewandelt. Besonders häufig ist die Derivatbildung mit zwei oder mehreren Assistenzfiguren anzutreffen. Daneben existieren auch Darstellungen, in denen eine Volksmenge zu Füßen des Gekreuzigten steht. Manchmal sind auch die betenden Stifter zu Füßen des Kreuzes zu finden. Selten tauchen die beiden Schächer in der Szene mit auf. | Kreuzigungsbildstock, Heidenfeld |
| Pietà/Vesperbild                     | 14. Jahrhundert               | Die Pietà (auch Vesperbild, Mater dolorosa, Ecce homo) ist ein Motiv, das Darstellungen aus dem Passionszyklus mit denen aus dem Marienzyklus miteinander verbindet. Dargestellt ist Maria mit dem toten Sohn in ihrem Arm. Derivatbildungen stellen Maria allein in ihrem Schmerz dar, teilweise wird ihr Herz von Schwertern durchbohrt. Auf manchen Stöcken wird Maria von weiteren Protagonisten der Heilsgeschichte, wie den Jüngern flankiert. Als Ecce homo präsentiert Maria einer Volksmenge den Toten.                                               | Pietàbildstock, Zeubelried       |
| Heiligste Dreifaltigkeit/Gnadenstuhl | 18. Jahrhundert               | Die Darstellung der heiligsten Dreifaltigkeit aus Gottvater, Christus und dem heiligen Geist weist viele verschiedene Varianten auf. Am häufigsten tritt der heilige Geist in Form einer Taube mit Gloriole auf. Daneben finden sich immer wieder auch Darstellungen des Gnadenstuhls, bei dem Gottvater und Christus übereinander zu finden sind. | Dreifaltigkeitsbildstock, Rieden |
| Marienkrönung                        | 17. Jahrhundert               | Dargestellt wird auf den Bildstöcken die Krönungszeremonie Mariens, die auf Wolken kniet und die von der Dreifaltigkeit eingerahmt wird. Das Motiv entstammt der jesuitischen Marienfrömmigkeit und gelangte im 17. Jahrhundert nach Franken. Dabei werden mehrere Derivate unterschieden, bei denen einzelne Bildelemente fehlen. | Krönungsbildstock, Burggrumbach  |
| Marienbild                           | 18. Jahrhundert               | Bei dieser einfachsten Form der Mariendarstellung wird die Gottesmutter alleine dargestellt. Zumeist wird ihr Kopf mit einem Tuch verdeckt, wobei die Figur die Hände auf ihr Herz richtet. | Marienbildstock, Rieden          |
| Maria mit dem Kind/Heilige Familie   | 16. Jahrhundert               | Dargestellt ist Maria mit dem Jesuskind. Das Thema wurde seit dem 16. Jahrhundert verwendet, wobei ein Fokus im Kerngebiet Mainfrankens zu finden ist. Daneben existiert außerdem die Darstellung, die Maria mit dem Kind und Josef zeigt. | Familienbildstock, Gerbrunn      |
| Georg                                | 17. Jahrhundert               | Zumeist wird auf den Bildstöcken die Drachentöterlegende des heiligen Georg dargestellt. Dabei ist der stehende Heilige von Darstellungen des reitenden Georg zu unterscheiden, der den Drachen tötet. | Georgsbildstock, Egenhausen      |
| Kilian                               | 17. Jahrhundert               | Der heilige Kilian ist als Würzburger Bistumsheiliger in den Kerngebieten des Hochstifts besonders beliebt. Er wird als Bischof mit Stab und Schwert dargestellt. Teilweise sind ihm die beiden Assistenzfiguren Kolonat und Totnan zur Seite gestellt. Nach der Auflösung des Hochstifts wurde das Motiv im 19. Jahrhundert nur selten auf einem Bildstock angebracht. | Kiliansbildstock, Rundelshausen  |
| Michael (Erzengel)                   | 15. Jahrhundert               | Der Erzengel Michael als Ritter in voller Rüstung mit Schwert und Schild ist eine typische Patronatsdarstellung. Daneben wurde der Heilige auch noch als Seelenwäger mit erhobenem Schwert und einer Waage dargestellt. | Michaelsbildstock, Kürnach       |
| Ölberg                               | 18. Jahrhundert               | Die Darstellung des betenden Jesu am Ölberg bildet den Auftakt für die Passionsgeschichte. Zumeist wird Jesus kniend gezeigt, während die Jünger im Hintergrund schlafen. Nicht selten tritt ein Engel hinzu. Die Darstellung findet sich seit dem Spätmittelalter vor allem in Form von Freifiguren, Relief-Darstellungen sind seltener. | Ölbergbildstock, Rimpar          |
| Letztes Abendmahl/Eucharistie        | 18. Jahrhundert               | DiE Darstellung des Abendmahls ist auf Bildstöcken ein seltenes Motiv. Jesus wird im Kreis seiner Jünger an der Stirnseite einer Tafel dargestellt, an der das letzte Abendmahl eingenommen wird. | Abendmahlsbildstock, Maidbronn   |
| Petrus                               | 16. Jahrhundert               | Insbesondere während der Gegenreformation im Bistum Würzburg wurde Petrus als Symbol klerikaler Dogmen identifiziert, die mit einem (Wieder-)Aufbau der kirchlichen Ordnung verbunden wurden. Die Darstellung erfolgt häufig in Form eines bärtigen Mannes mit einem Schlüssel. | Petrusbildstock, Prosselsheim    |
| Barbara                              | 18. Jahrhundert               | Die heilige Barbara wird als Teil der 14 Nothelfer dargestellt, taucht jedoch auch allein oder in Begleitung mit anderen weiblichen Heiligen auf Bildstöcken auf. Dabei ist ein Fokus auf das 18. Jahrhundert festzustellen. | Barbarabildstock, Schleerieth    |
| Wendelin                             | 18. Jahrhundert               | Die Darstellung des heiligen Wendelin, der zumeist als Hirte gezeigt wird, hat ihren Hauptverbreitungsraum im nördlichen Unterfranken und der Rhön, wo die Schafzucht in der Vergangenheit wirtschaftlich von einiger Bedeutung war. Der Heilige wird manchmal mit einem Schaf auf dem Rücken gezeigt. | Wendelinsbildstock, Astheim      |

## Künstlerische Rezeption
Der fränkische Bildstock, insbesondere die Exemplare in Mainfranken, wurden seit dem Spätmittelalter immer wieder von anderen Künstlern aufgegriffen und in ihren Werken verarbeitet. Neben der literarischen Rezeption tauchen die Bildstöcke immer wieder auch in der bildenden Kunst auf. Besonders häufig wurden die Kleindenkmäler in der romantischen Landschaftsmalerei des 19. Jahrhunderts dargestellt. Bildstöcke sind allerdings auch Teil fränkischer Volkssagen, wo sie zu Orten von magischen Ereignissen bzw. Grenzräumen von realer und magischer Welt gemacht werden.
Literarisch besonders einflussreich wurde der Begriff des „Madonnenländle“ für das Bauland, der 1927 erstmals vom Schriftsteller Hermann Eris Busse genutzt wurde. Im Roman „Peter Brunnkant“ wird die Landschaft des südlichen Hochstifts Würzburg im heutigen Baden als „[...] offene Welt, über welche die Mütterliche regierte [...]“ beschrieben. Madonnen sind hier als Hausfiguren zu finden, tauchen aber auch auf Bildstöcken auf. Im Gedicht „Steinheilig“ des mainfränkischen Dichters Friedrich Schnack tauchten die Bildstöcke ebenfalls auf (Vers 2: „Bildstöcke sind dem Verhängnis geweiht“).
Neben den Einheimischen, die mit den Bildstöcken aufwuchsen, fielen auch protestantischen Reisenden die Vielzahl an Martern entlang der Straße auf. Zumeist zogen sie hier den Spott der Andersgläubigen auf sich. So belustigte sich der markgräfliche Hofmeister Johann Michael Füssel über die „leblosen Säule[n]“, die in das tägliche Gebet mit einbezogen werden. In Karl Julius Webers „Deutschlandbuch“ wurde Franken als Landschaft der sogenannten „Herrgotts“ beschrieben: „Man stößt auf so viele Cruzifixe oder Herrgotts [...] Häufig hängen die Herrgotts in Franken zwischen zwei Linden [...]“. Auch Hermann von Pückler-Muskau berichtete über die fränkischen Bildstöcke.
Wesentlich seltener werden Steinkreuze, Kreuzsteine und Bildstöcke auf anderen Bildhauerarbeiten abgebildet. So hat sich eine in Bronze gegossene Grabplatte auf dem Nürnberger St.-Johannis-Friedhof erhalten, die 1611 von Jakob Weinmann geschaffen wurde. Sie zeigt unterhalb des Kreuzes den Verstorbenen. Parallel zum Kreuzstamm wurde ein Bildstock abgebildet, der wiederum eine Kreuzigungsszene auf seinem Aufsatz zeigt. Im 18. Jahrhundert wurde der fränkische Bildstock auch von Glasschneidern entdeckt und in ihre Arbeiten integriert.

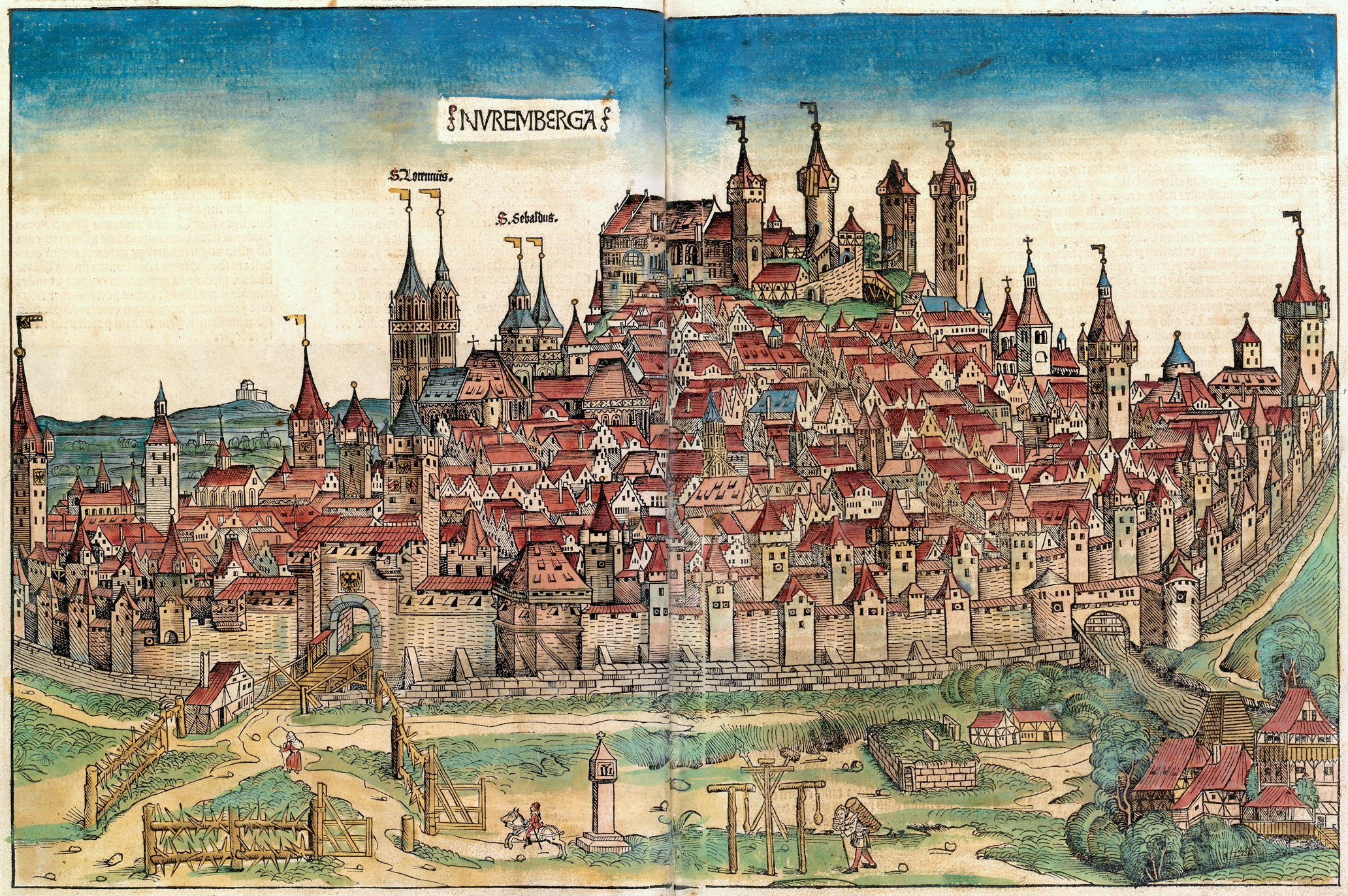
Nürnberg in der Schedelschen Weltchronik, Hartmann Schedel (Holzschnitt, 1493)
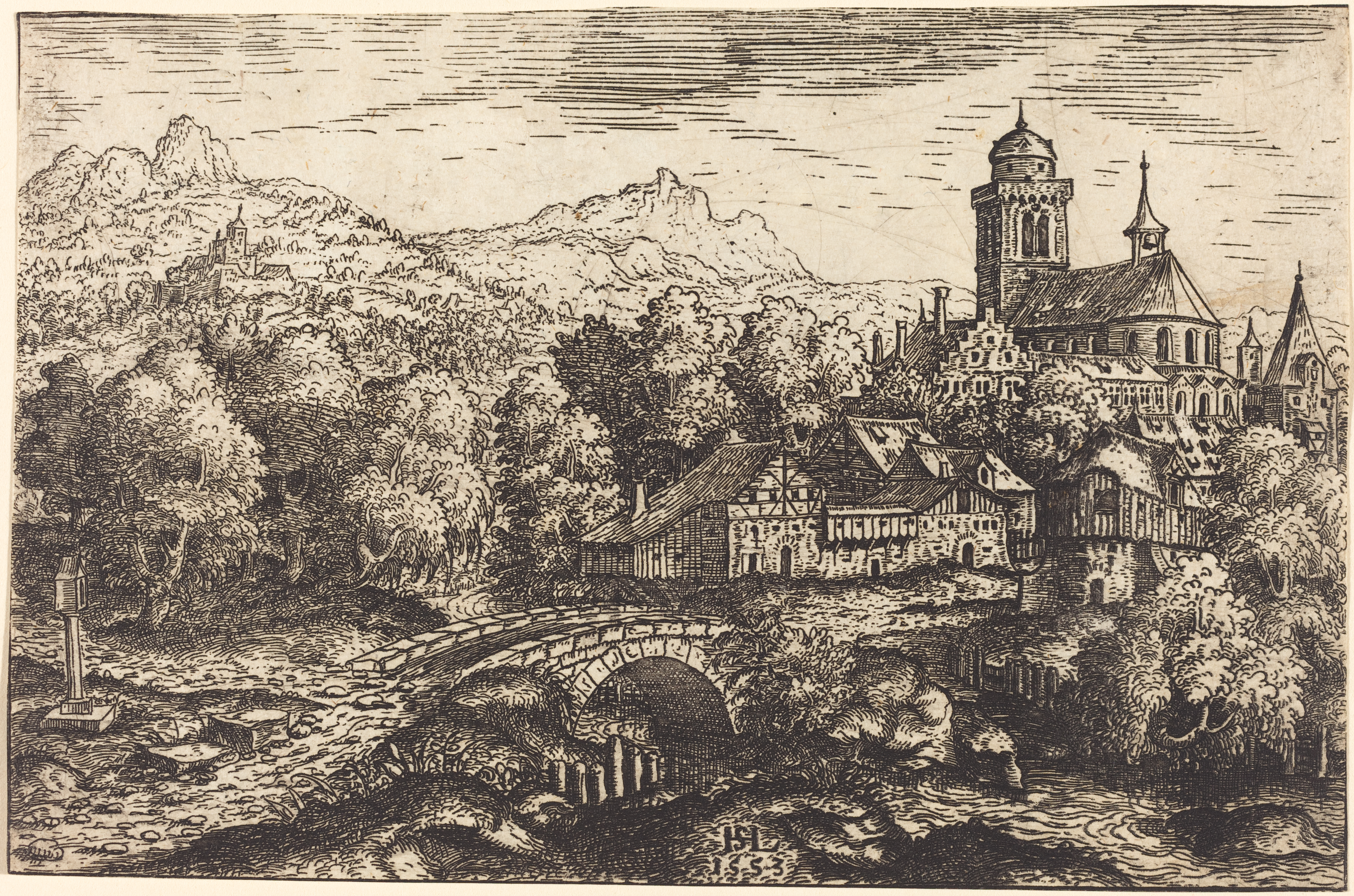
Mountainous Landscape with a Village, Hanns Lautensack (Radierung, 1553)
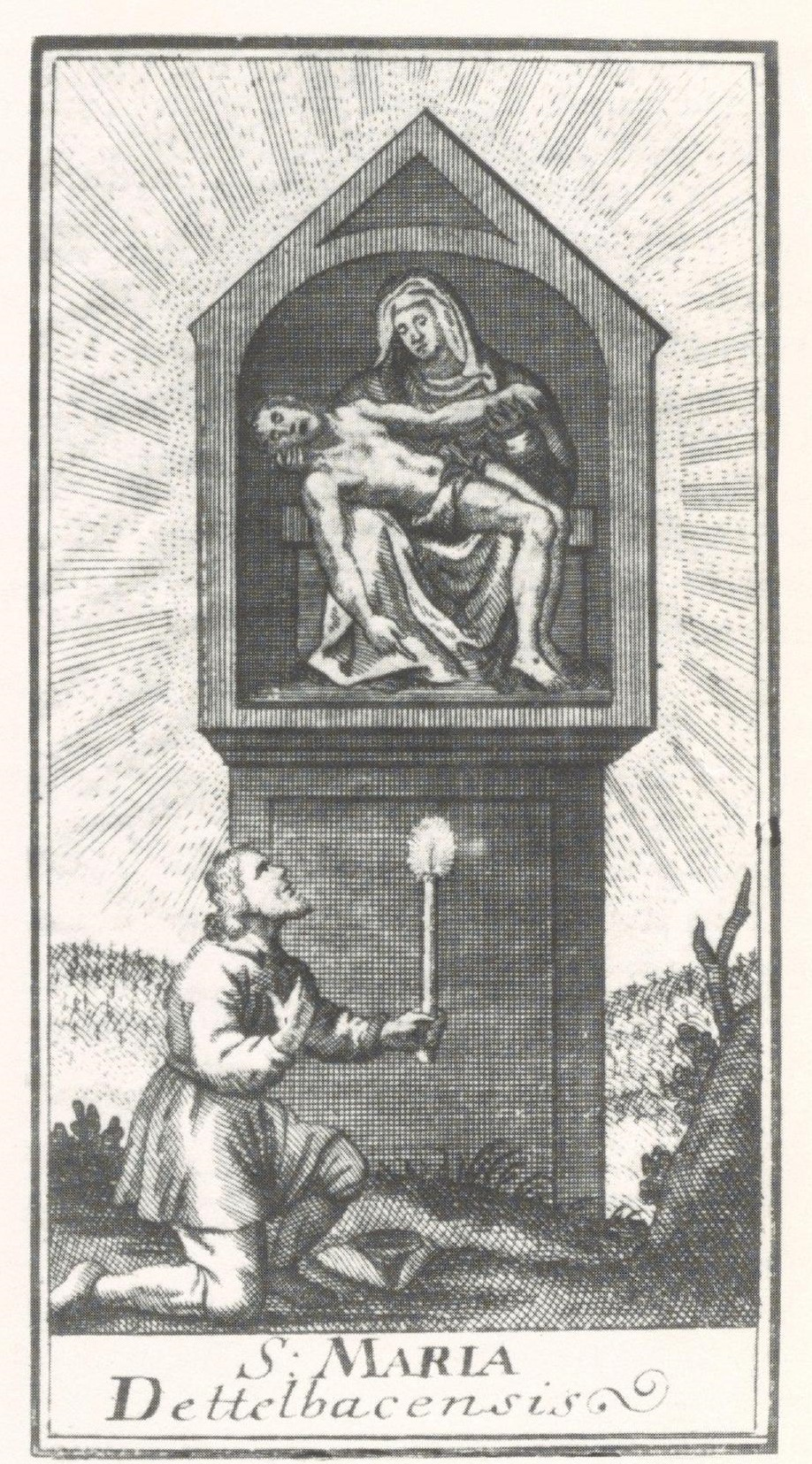
Wallfahrtsbild Maria im Sand, unbekannter Stecher (Stich, 18. Jh.)
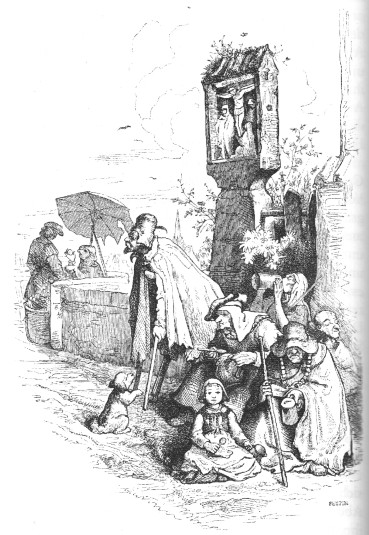
Illustration zum Märchen „Stumme Liebe“, Ludwig Richter (Druck, 19. Jh.)
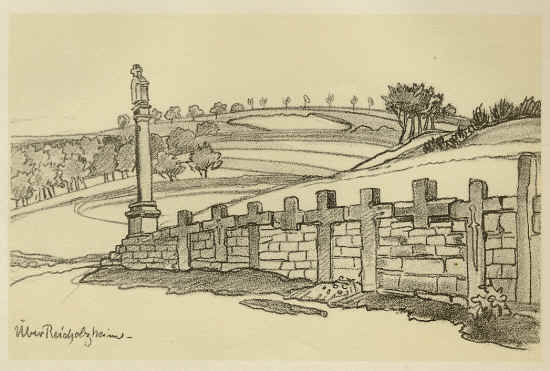
Bildstock und Steinkreuze bei Reicholzheim, Rudolf Schiestl (Druck, 1925)